# Токио
То́кио (яп. 東京 То:кё:о файле, «Восточная столица») — столица и крупнейший город Японии, её административный, финансовый, промышленный и политический центр. Крупнейшая городская экономика мира.
Помимо столицы, Токио также является одной из сорока семи префектур страны. Площадь префектуры составляет 2188,67 км², население — 14 064 696 человек (1 октября 2020), плотность населения — 6426,14 чел./км². По состоянию на 1 августа 2021 года население Токио составляло 14 043 239 человек, что делает Токио префектурой с самым большим населением в Японии. Большой Токио является городской территорией, городской агломерацией и метрополитенским ареалом с самым большим населением в мире, с населением по состоянию на 2016 год в 38 140 000 человек, является частью мегалополиса Пояс Тайхэйё. Токио, являясь самой большой по населению городской агломерацией на Земле, считается самым безопасным городом в мире.
Токио известен как город, который в ночь с 9 на 10 марта 1945 года во время рейда Вооружённых сил США, под кодовым названием «Операция Дом собраний», подвергся самой разрушительной и смертоносной неядерной бомбардировке в истории человечества.
Токийский столичный округ (префектура) — административная единица Японии, включающая в себя 23 специальных района, область Тама и островные территории (острова Идзу и Огасавара).
В честь Токио назван астероид (498) Токио, открытый в 1900 году в этом городе японским астрономом Сином Хираямой.

## Этимология
Город был основан в 1457 году как замок Эдо. В 1869 году в ходе реставрации Мэйдзи в Эдо была перенесена столица государства и город переименован в То:кё: (яп. 東京), что на японском языке означает «восточная столица», кандзи 東 (онъёми: то:) «восток» и 京 (онъёми: кё:) «столица». Предыдущая столица — Киото (носившая тогда официальное название Хэйан-кё) — иносказательно именовалась Сайкё, то есть «Западная столица».
Русская традиционная форма написания — «Токио».

## Административный статус
Официально Токио является не городом, а одной из префектур, точнее, столичным округом (яп. 都 то), единственным в этом классе. Его территория, помимо части острова Хонсю, включает в себя несколько мелких островов к югу от него, а также острова Идзу и Огасавара. Округ Токио состоит из 62 административных единиц — городов, посёлков и сельских общин. Когда говорят «город Токио», обычно имеют в виду входящие в столичный округ 23 специальных района, которые с 1889 по 1943 год составляли административную единицу город Токио, а ныне сами приравнены по статусу к городам; у каждого есть свой мэр и городской совет.
Столичное правительство возглавляет всенародно избираемый губернатор. Штаб-квартира правительства находится в Синдзюку, который является муниципальным центром округа. В Токио также находится государственное правительство и императорский дворец Токио (также используется устаревшее название — токийский императорский замок) — главная резиденция японских императоров.

## Символика
У столицы имеются свои официальные символы — герб, флаг, знак, цветок, дерево и птица.

## История
Хотя район Токио населяли племена ещё в каменном веке, активную роль в истории город стал играть сравнительно недавно[когда?]. В XII веке местным воином Эдо Таро Сигэнадой здесь был построен форт. Согласно традиции, имя Эдо он получил по месту проживания (яп. 江戸, «вход в бухту»). В 1457 году Ота Докан, правитель области Канто при японском сёгунате, построил замок Эдо. В 1590 году им завладел Токугава Иэясу, основатель клана сёгунов Токугава. Таким образом, Эдо стал столицей сёгуната, имперской столицей же оставался Киото. В 1615 году армии Иэясу уничтожили своих противников — клан Тоётоми, получив тем самым, абсолютную власть на протяжении около 250 лет. Иэясу создал долговременные институты управления. Город быстро рос и к XVIII веку стал одним из крупнейших городов мира.

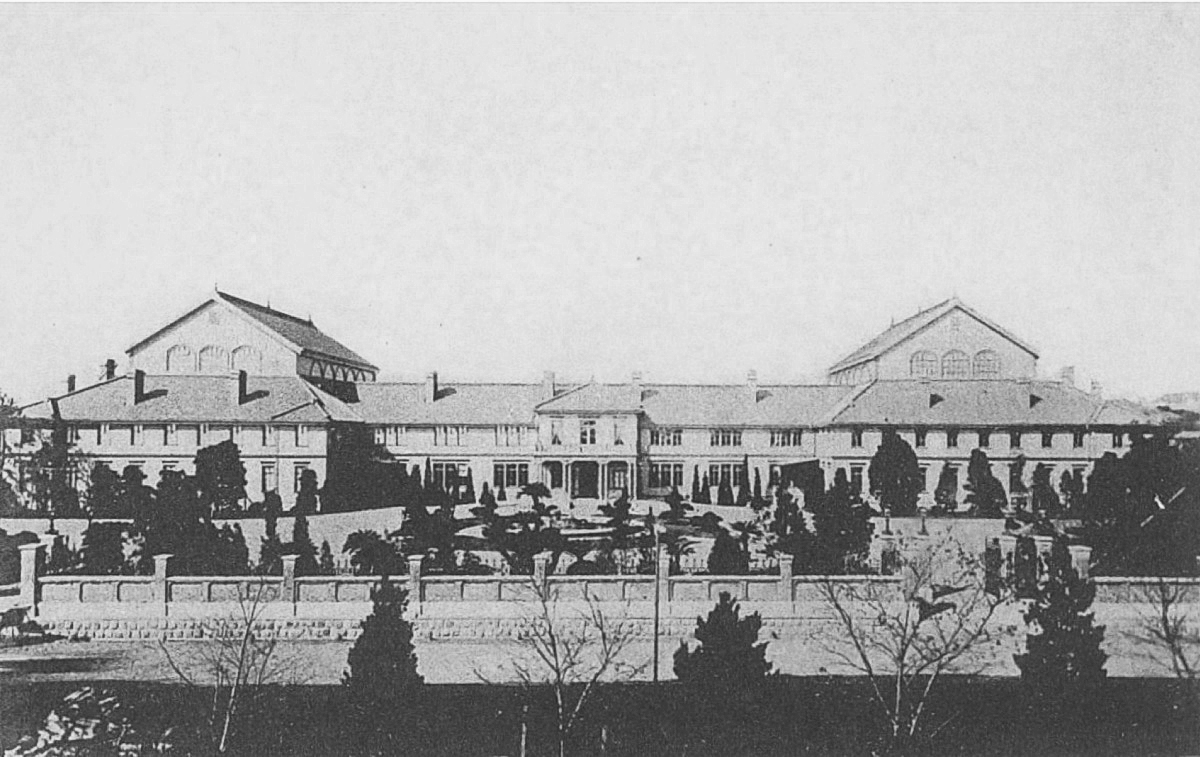
Первое здание Парламента Японии

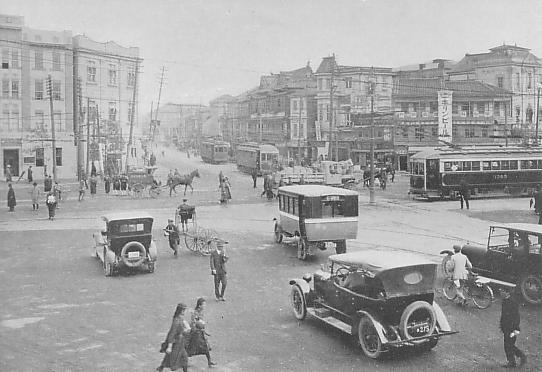
Перекрёсток Хибия, период Тайсё

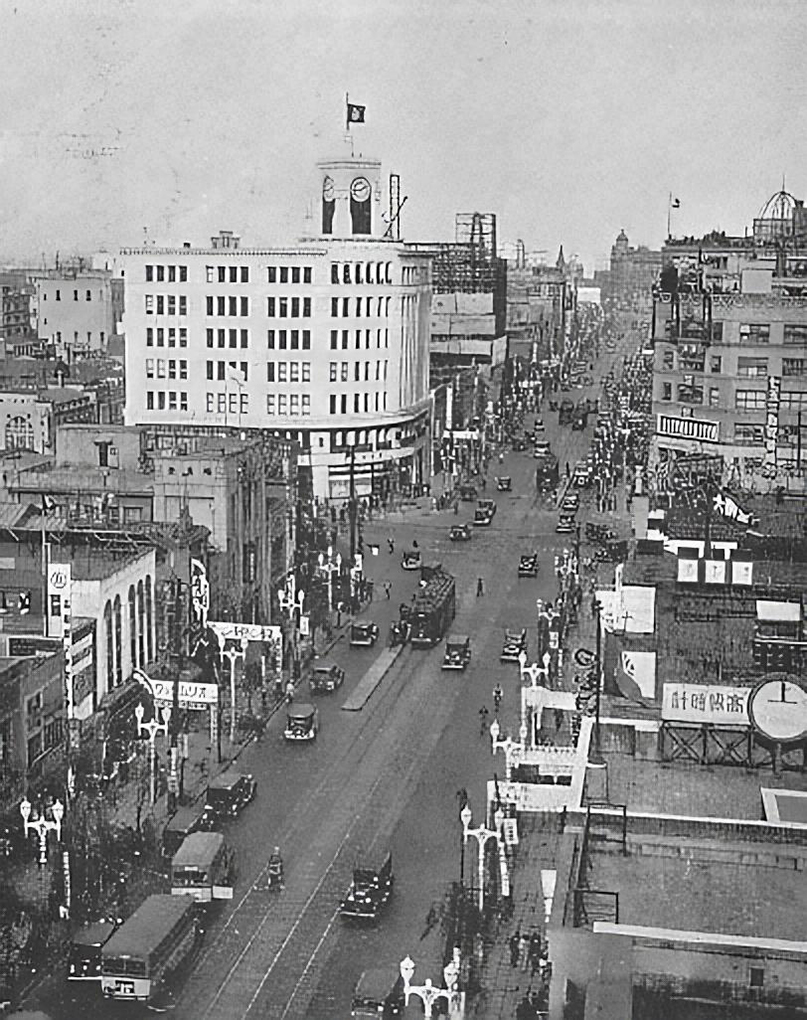
Гиндза, 1933 год

В результате реставрации Мэйдзи в 1868 году произошло свержение сёгуната и восстановление императорской власти. В 1868 году Император Муцухито перенёс столицу в Эдо, переименовав его в Токио. Это породило дебаты, может ли Киото по-прежнему оставаться столицей. Во второй половине XIX века стала бурно развиваться промышленность, затем и судостроение. В 1872 году была построена железная дорога Токио — Иокогама, в 1877 — Кобэ — Осака — Токио.
1 сентября 1923 года в Токио и окрестностях произошло крупнейшее землетрясение (магнитуда 8—9 по шкале Рихтера). Почти половина города была разрушена, разразился сильный пожар. Жертвами стали около 90 000 человек. Хотя план реконструкции оказался очень дорогим, город стал постепенно восстанавливаться.
Город вновь серьёзно пострадал во время Второй мировой войны. Он подвергался массированным воздушным атакам (его бомбили 102 раза). Токио известен как город, который в ночь с 9 на 10 марта 1945 года во время рейда Вооружённых сил США, под кодовым названием «Операция Дом собраний», подвергся самой разрушительной и смертоносной неядерной бомбардировке в истории человечества. 41 км² центра Токио были разрушены, дотла сгорела четверть города, в результате чего около 100 000 мирных жителей погибли и более миллиона остались без крова. Для сравнения, атомная бомбардировка Хиросимы 6 августа 1945 года, привела к гибели примерно от 70 000 до 150 000 человек. После войны Токио был оккупирован американскими военными, во время Корейской войны он стал крупным военным центром. Здесь по-прежнему остались несколько американских баз (военная база Ёкота и др.).
В середине XX века экономика страны стала стремительно возрождаться, что было охарактеризовано как «Японское экономическое чудо», а в 1966 году она стала второй крупнейшей экономикой в мире. Возрождение от военных травм было доказано проведением в Токио в 1964 году летних Олимпийских игр, где город выгодно показал себя на международной арене.

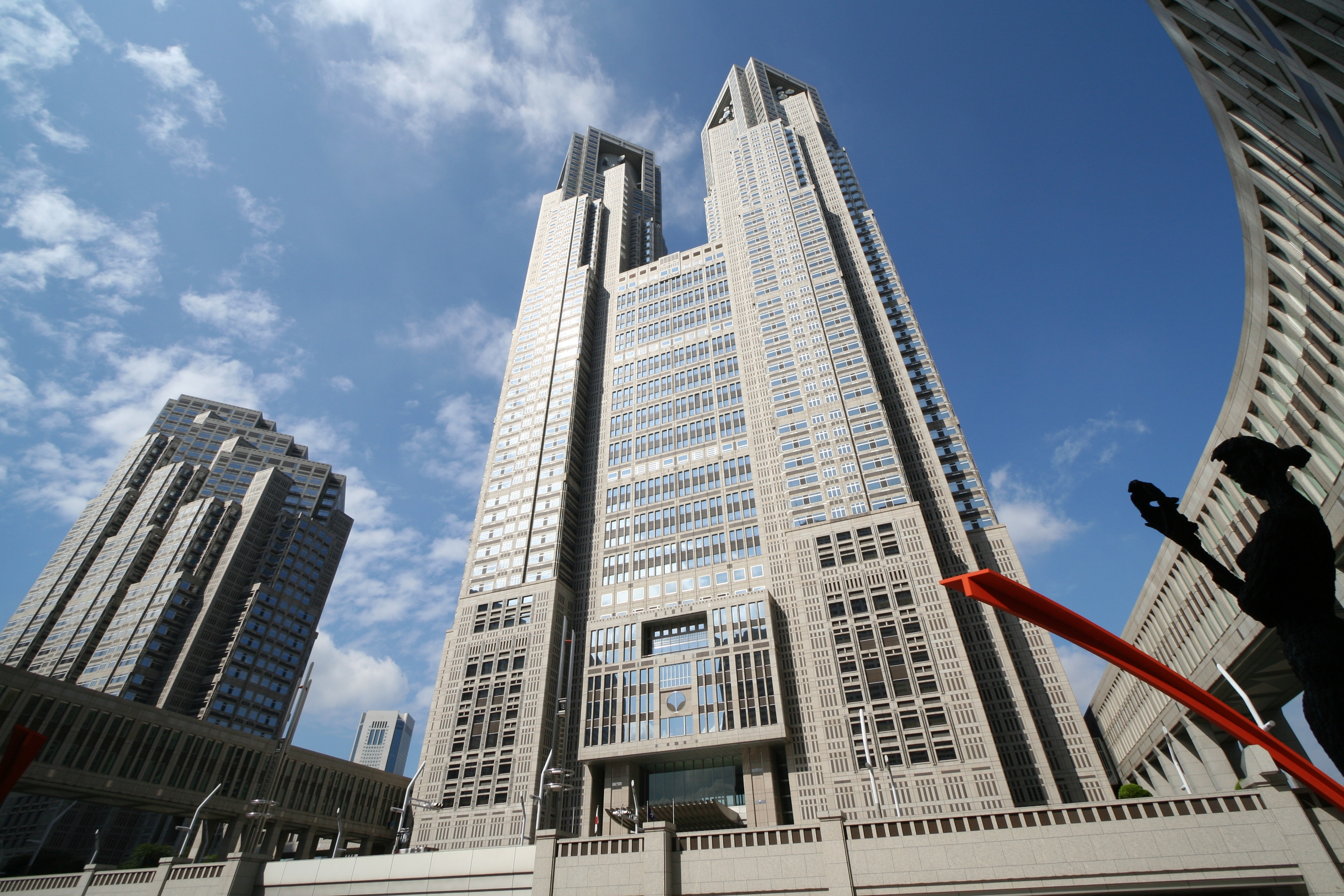
Токийское столичное правительственное здание, 2005 год

С 1970-х годов Токио захлестнула волна рабочей силы из сельских районов, что повлекло за собой дальнейшее развитие города. К концу 1980-х годов он стал одним из самых динамично развивающихся городов на Земле.
20 марта 1995 года в токийском метро произошла газовая атака с использованием зарина. Теракт проведён неорелигиозной сектой Аум Синрикё. В результате пострадало свыше 5000 человек, 11 из них погибло.
Сейсмическая активность в районе Токио привела к началу дискуссий о переносе столицы Японии в другой город. Названы трое кандидатов: Насу (300 км к северу), Хигасино (недалеко от Нагано, центральная Япония) и новый город в провинции Миэ, недалеко от Нагои (450 км западнее Токио). Уже получено решение правительства, хотя более никаких дальнейших действий не предпринимается.
В настоящее время Токио продолжает развиваться, это заметно при сравнении фотографий начала 1990-х годов с нынешними спутниковыми картами. Последовательно претворяются в жизнь проекты по созданию искусственных островов. Самым заметным проектом является Одайба, который сейчас является основным торговым и развлекательным центром.

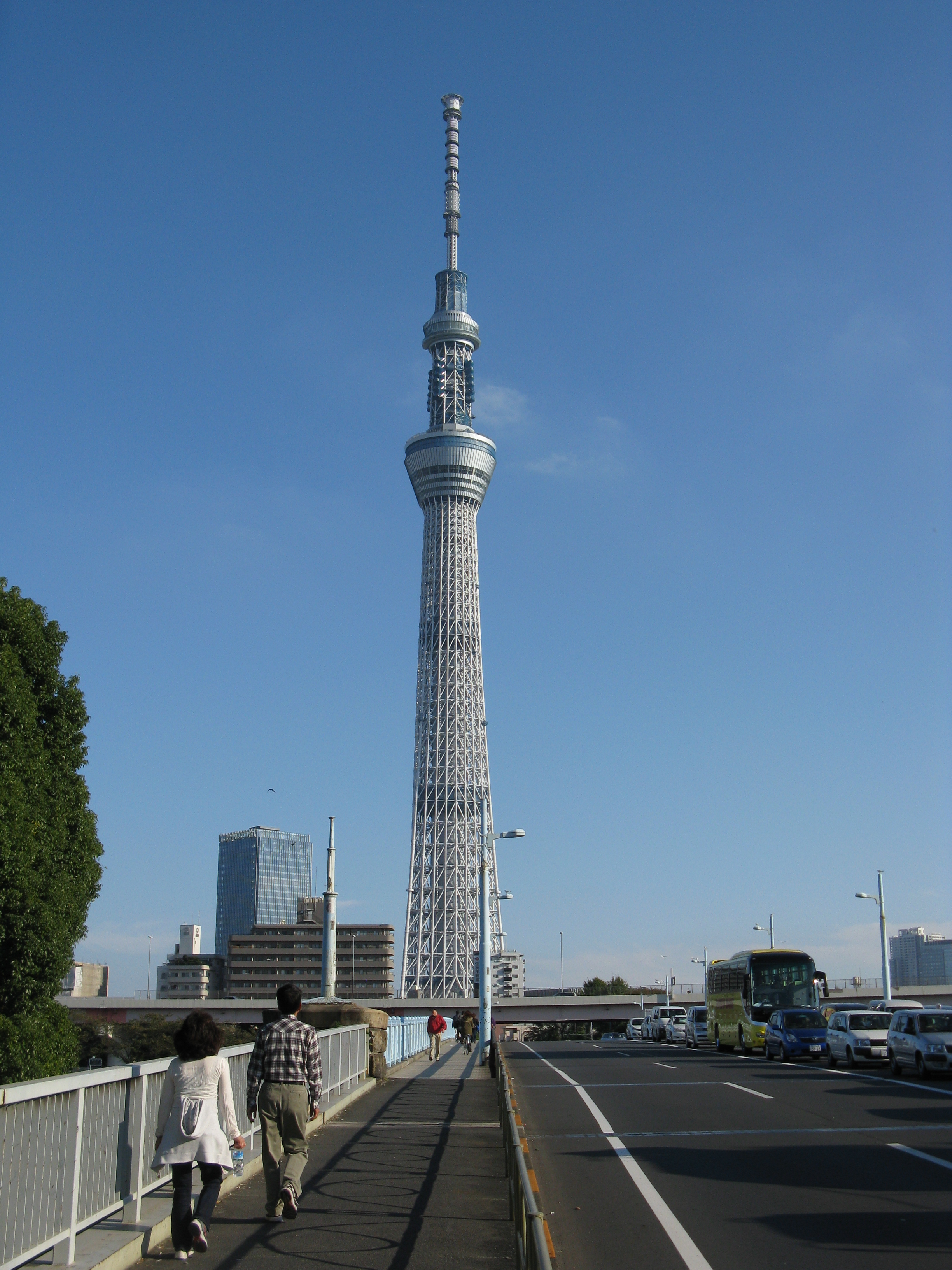
Самая высокая телебашня в Японии и во всём мире — Tokyo Skytree

## География

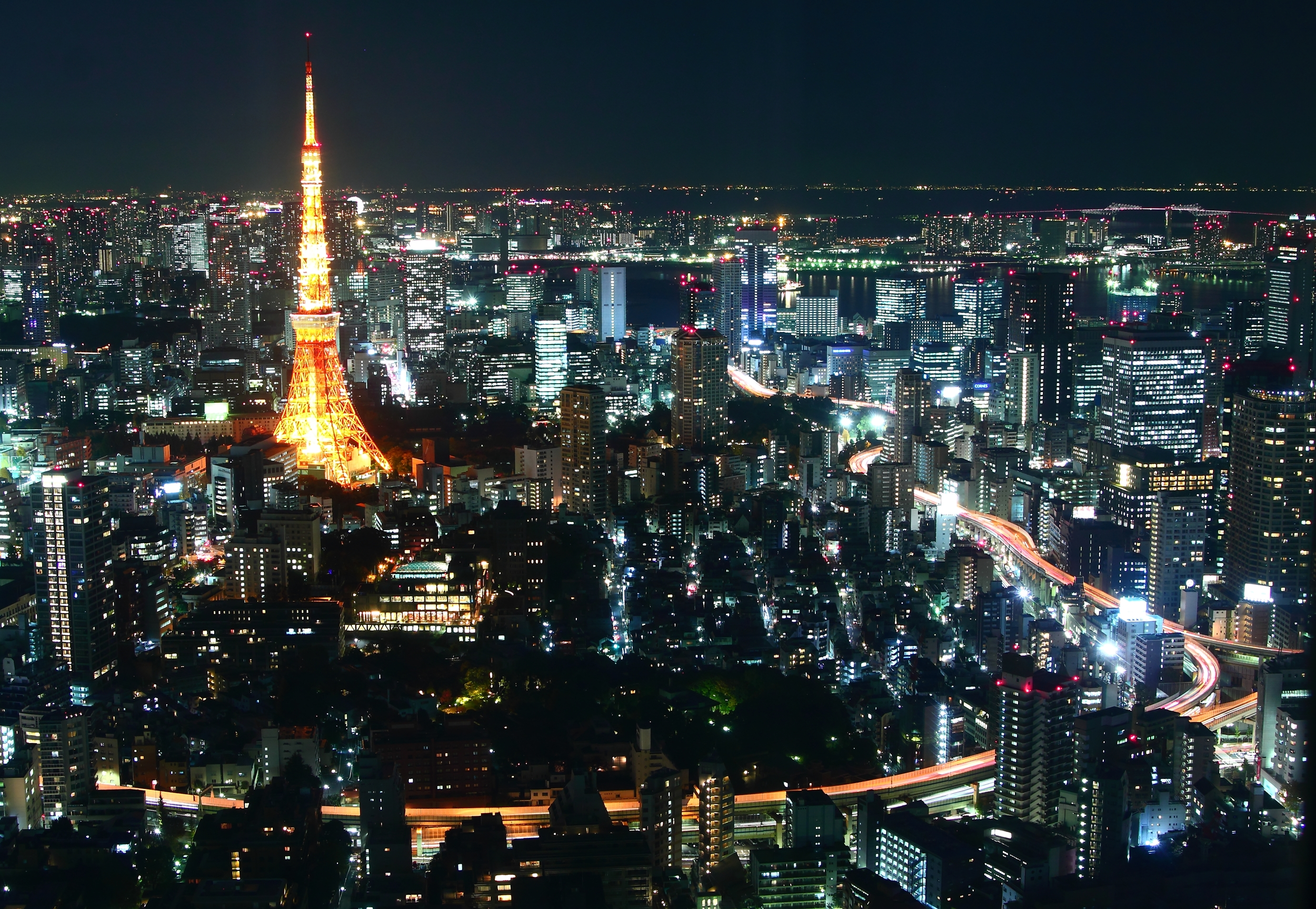
Токийская телебашня ночью

Материковая часть Токио находится на северо-западе Токийского залива, длиной около 90 км с востока на запад и 25 км с севера на юг. На востоке он граничит с префектурой Тиба, на западе — с префектурой Яманаси, на юге — с префектурой Канагава и на севере — с префектурой Сайтама. Материковый Токио далее подразделяются на специальные районы Токио (на восточной половине).
Кроме того, в рамках административных границ Токио находятся две цепи островов в Тихом океане, расположенные прямо на юг от Хонсю. Это Острова Идзу и острова Огасавара, которые растянулись более чем на 1000 км от материковой части Японии.
Токио перенёс несколько мощных землетрясений: в 1703, 1782, 1812, 1855, 1923 и 2011 годах. В 1923 году в результате Великого землетрясения Канто магнитудой 8,3 погибло около 142 000 человек.

### Острова

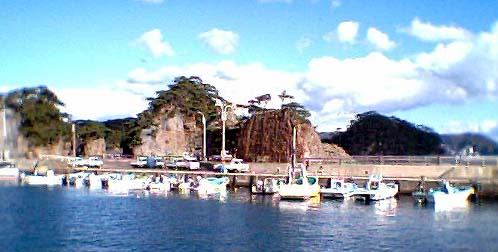
Сикинэдзима

Токио имеет много отдалённых островов, один из которых удалён на 1850 км от центральной части Токио. Из-за большого расстояния от административной штаб-квартиры столичного правительства в Синдзюку острова управляются администрацией округов Токио.

### Национальные парки

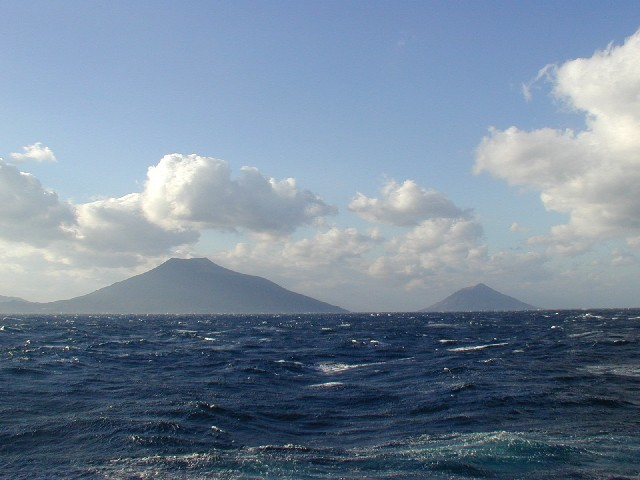
Национальный парк Фудзи-Хаконэ-Идзу

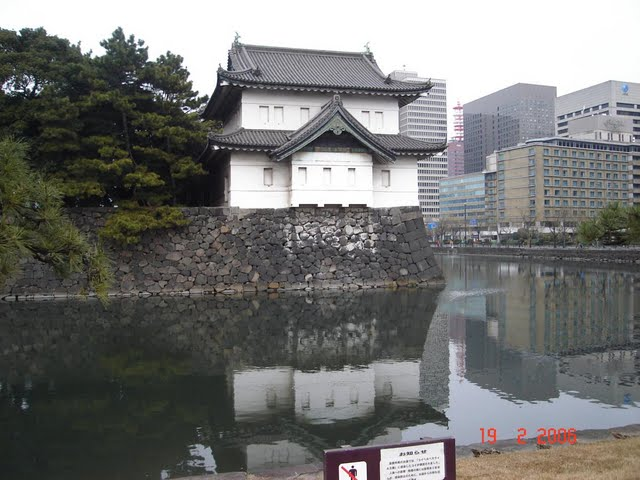
У императорского дворца

В Токио есть несколько национальных парков, среди них:
- Роща Мэйдзи вокруг горы Такао (яп. 明治の森高尾国定公園 Мэйдзи но мори Такао кокутэй ко:эн) на юге Хатиодзи.
- Национальный парк Огасавара (на Бонинских островах). Начиная с 2006 года и по настоящее время предпринимаются усилия, чтобы сделать его объектом всемирного природного наследия ЮНЕСКО.
- Парк Уэно, известный своими музеями. В этом парке, расположены следующие музеи: Токийский национальный музей, Национальный музей науки, музей Ситамати и Национальный музей западного искусства.
- Парк Касай-Ринкай.

### Климат
Большая часть столичного округа Токио расположена в зоне субтропического океанического климата (по классификации климата Кёппена — Cfa) с жарким влажным летом и мягкой или прохладной сухой зимой. Самый тёплый месяц — август, имеющий среднюю температуру в 26,4 °C, а самый холодный месяц — январь — 5,2 °C. Рекордно низкая температура составляет −9,2 °C и была зарегистрирована 13 января 1876 года, а рекордно высокая — 39,5 °C — была зарегистрирована 20 июля 2004 года. Годовое количество осадков в среднем составляет около 1530 миллиметров. Зимой количество осадков снижается, а летом возрастает. На климат Токио сильно влияет «сливовый дождь» — сезон дождей, называемый в Японии цую (яп. 梅雨 «сливовый дождь», 梅 — «слива», 雨 — «дождь»), длящийся с мая до конца июля. Из-за того, что цую в Японии приходится главным образом на летние месяцы, в регионе Канто на тихоокеанском побережье Японии, где расположен Токио и проживает бо́льшая часть населения Японии, и длится приблизительно с 7 июня по 20 июля, в летние месяцы наблюдается эффект, во многом повлиявший на историю и развития японской нации (японская архитектура, культура онсэнов, традиционное японское лаковое искусство и т. д.) — сочетание двух факторов — очень высоких летних температур и очень высокой влажности. Лето в Токио, из-за влияния остывшего за зиму океана, наступает сравнительно поздно — только к маю. Оно длительное, жаркое и очень душное из-за высокой влажности, заканчивается только к ноябрю. Осень начинается в ноябре, и в феврале постепенно переходит в весну; из-за того, что климат города субтропический, зима с устойчивыми отрицательными температурами и снежным покровом здесь отсутствует. Наиболее тёплым месяцем является август, наиболее холодным — январь. Снегопад в Токио — явление, как правило, единичное за всю зиму, хотя происходит почти ежегодно.
В Токио часто приходят тайфуны, хотя сильных из них — единицы. Самым влажным месяцем с начала регистрации в 1876 году был октябрь 2004 года, когда выпало 780 миллиметров осадков, включая 270,5 мм на девятый день этого месяца; последний из четырёх месяцев в истории наблюдений без осадков — декабрь 1995 года. Годовое количество осадков колеблется от 879,5 мм в 1984 году до 2229,6 мм в 1938 году. В октябре 2019 года прошёл один из мощнейших тайфунов — «Хагибис». Предыдущим сильным тайфуном был «9-й тайфун 19-го года Хэйсэй» (то есть 2007 года), по международной классификации имеющий название «Fitow».
| Показатель                    | Янв. | Фев. | Март | Апр. | Май  | Июнь | Июль | Авг. | Сен. | Окт. | Нояб. | Дек. | Год  |
| ----------------------------- | ---- | ---- | ---- | ---- | ---- | ---- | ---- | ---- | ---- | ---- | ----- | ---- | ---- |
| Абсолютный максимум, °C       | 22,6 | 24,5 | 25,3 | 28,9 | 31,9 | 36,2 | 39,5 | 39,1 | 38,1 | 32,6 | 26,7  | 24,8 | 39,5 |
| Средний суточный максимум, °C | 9,9  | 10,4 | 13,3 | 18,8 | 22,8 | 25,5 | 29,4 | 29,9 | 27,2 | 21,8 | 16,9  | 12,5 | 20,0 |
| Средняя температура, °C       | 6,1  | 6,5  | 9,4  | 14,6 | 18,9 | 22,1 | 25,8 | 27,4 | 23,8 | 18,5 | 13,3  | 8,7  | 16,3 |
| Средний суточный минимум, °C  | 2,4  | 2,8  | 5,5  | 10,7 | 15,3 | 19,1 | 22,9 | 24,6 | 21,0 | 15,3 | 9,7   | 5,0  | 12,9 |
| Абсолютный минимум, °C        | −6,3 | −4,8 | −4,4 | 0,3  | 4,0  | 10,3 | 14,0 | 15,9 | 11,1 | 5,9  | −0,7  | −4,2 | −6,3 |
| Норма осадков, мм             | 53   | 57   | 119  | 126  | 139  | 169  | 155  | 169  | 210  | 200  | 90    | 52   | 1537 |
| Источник: Погода и климат     |      |      |      |      |      |      |      |      |      |      |       |      |      |

## Административно-территориальное деление

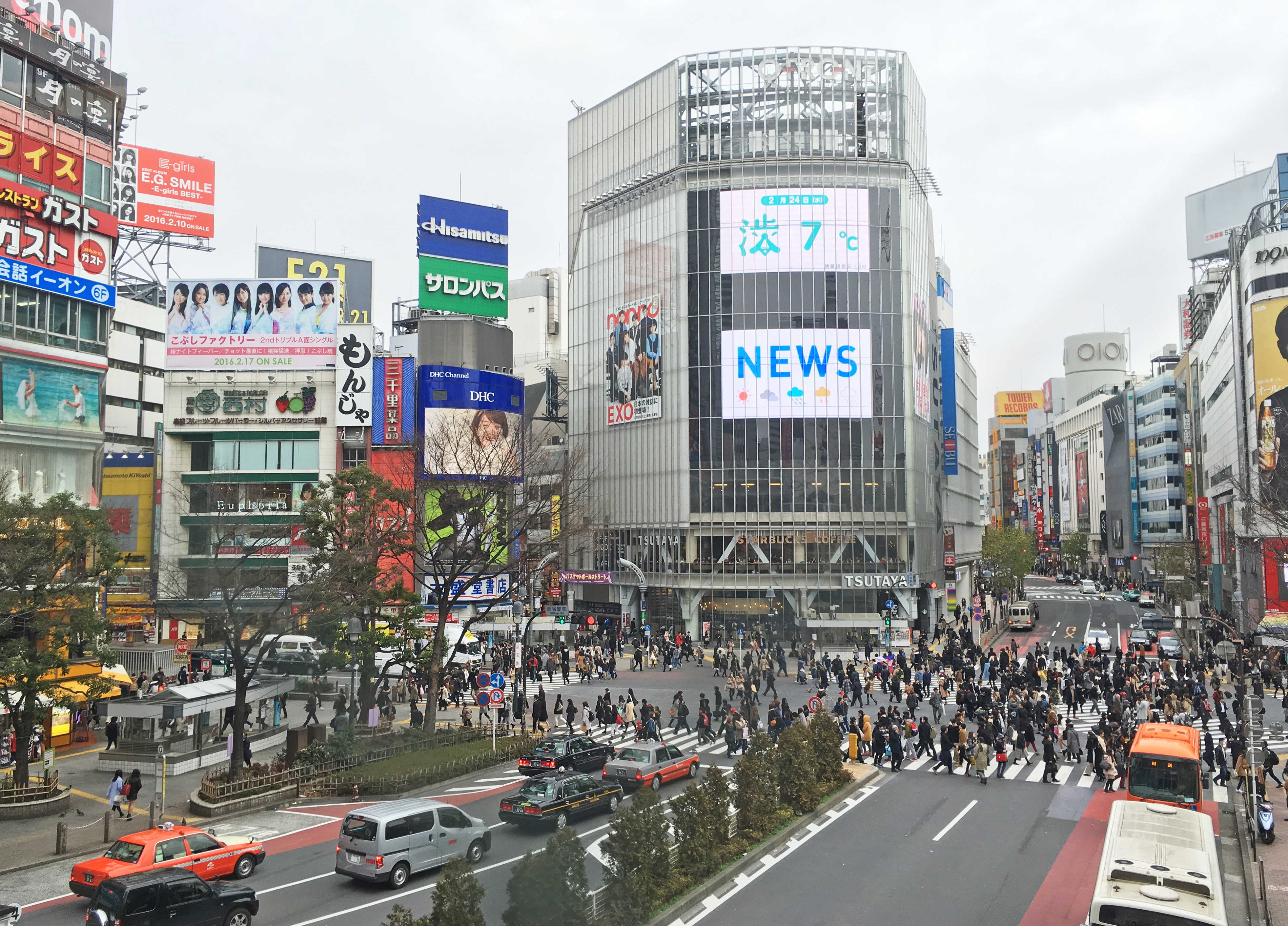
Сибуя

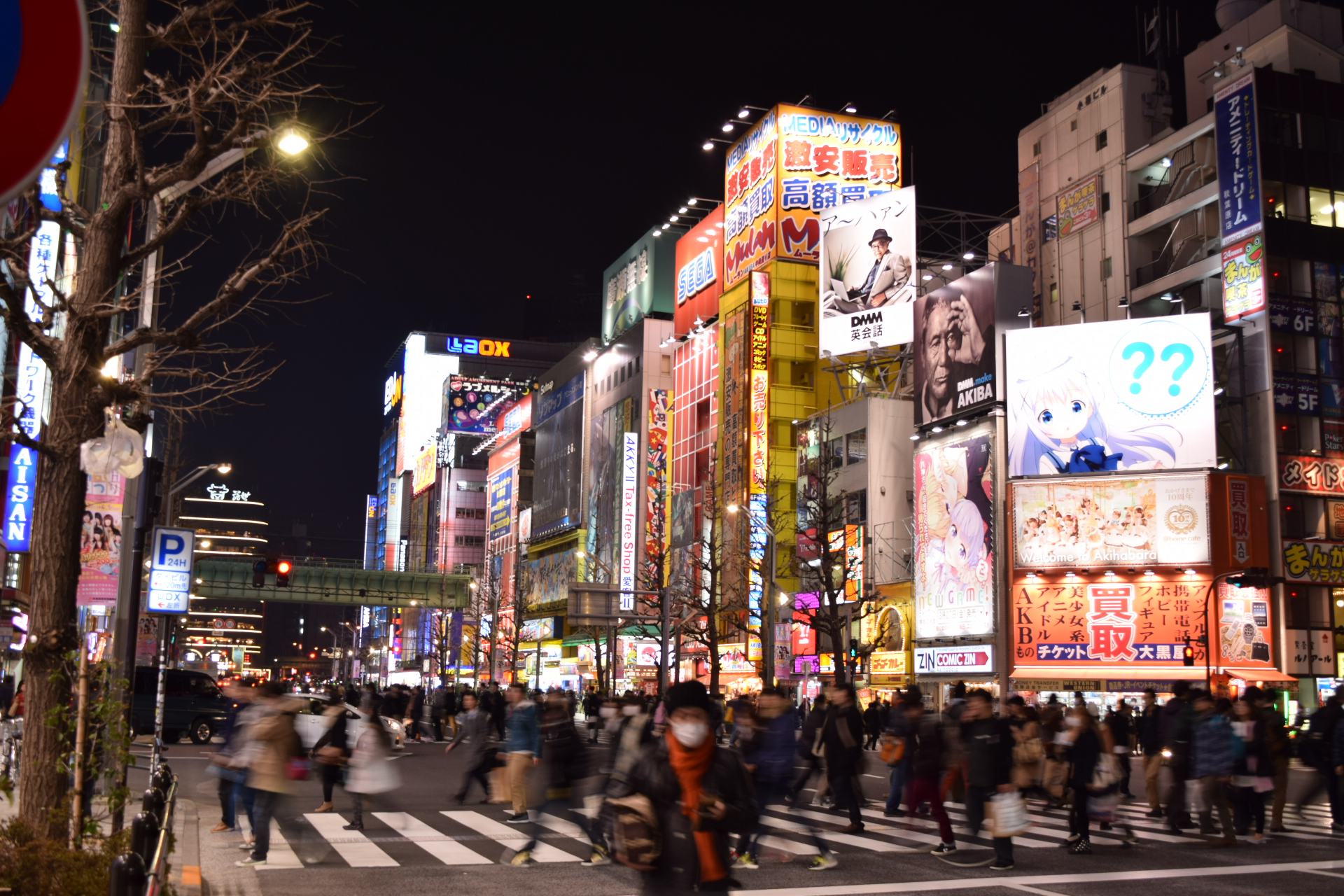
Ночной вид на квартал Акихабара

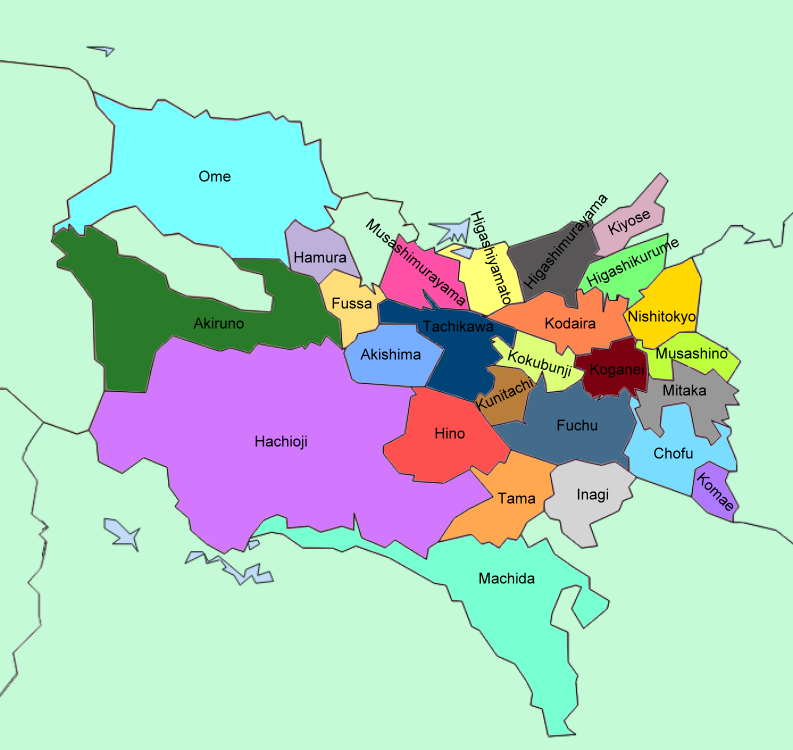
Города Западного Токио

Токио включает в себя двадцать три специальных района, которые до 1943 года входили в состав города, но в настоящее время это отдельные самоуправляющиеся муниципалитеты, каждый с мэром и советом. В дополнение к этим 23 муниципалитетам, в префектуру входят 26 городов, один уезд и четыре округа (5 посёлков и 8 сёл). Токийское правительство возглавляет избранный населением губернатор и городское собрание. Штаб-квартира правительства находится в Синдзюку, оно управляет всем Токио, включая озёра, реки, дамбы, фермы, удалённые острова и национальные парки.

### 23 специальных района Токио
Каждый из 23 специальных районов — самостоятельное муниципальное образование с собственным мэром и районным советом. Как уже отмечалось, по статусу специальные районы приравнены к обычным городам, однако отличаются от них тем, что некоторые их управленческие функции выполняет столичное правительство округа Токио.
По состоянию на 1 октября 2005 года, общее население всех 23 специальных районов составляло около 8,457 млн человек, а плотность населения — 13 603 человека на км².
- Адати
- Аракава
- Бункё
- Итабаси
- Кацусика
- Кита
- Кото
- Минато
- Мэгуро
- Накано
- Нэрима
- Ота
- Сибуя
- Синагава
- Синдзюку
- Сугинами
- Сумида
- Сэтагая
- Тайто
- Тиёда
- Тосима
- Тюо
- Эдогава

### Западный Токио

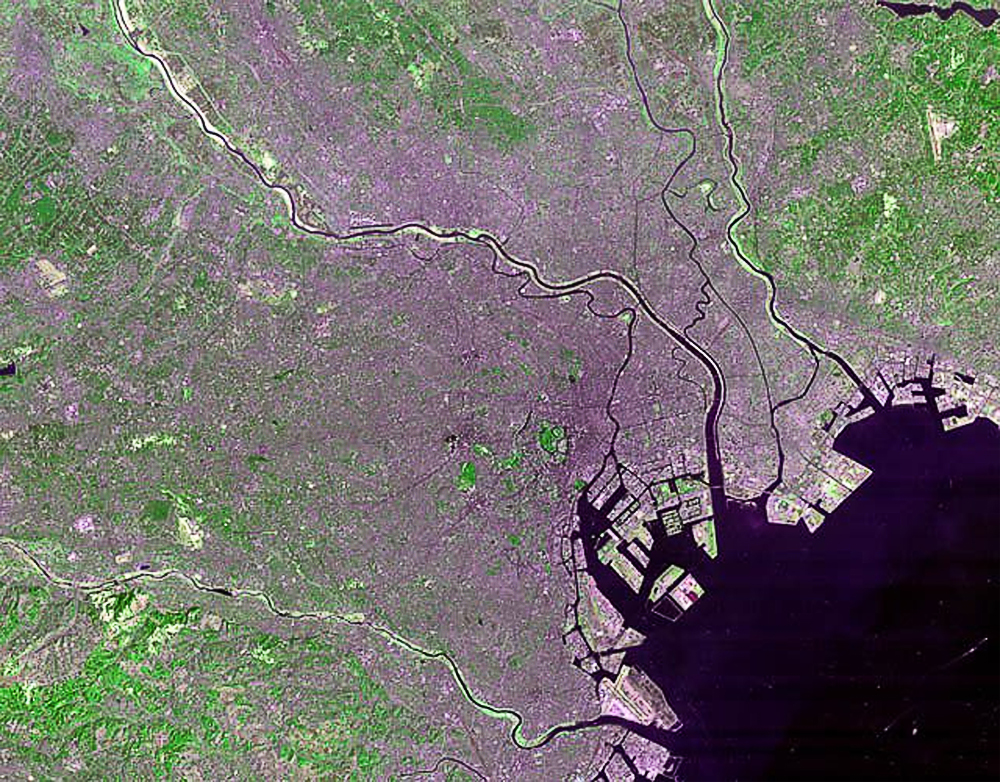
Спутниковая фотография Токио (1986 год)

К западу от специальных районов находятся города. В большинстве своём они служат спальными районами для людей, работающих в центральном Токио, однако у некоторых из них есть своя коммерческая и промышленная база. Вместе эти города часто называются «Западным Токио».

#### Города
Список городов префектуры:
- Акируно;
- Акисима;
- Инаги;
- Киёсе;
- Коганеи;
- Кодайра;
- Кокубундзи;
- Комаэ;
- Кунитати;
- Матида;
- Митака;
- Мусасимураяма;
- Мусасино;
- Ниситокё;
- Оме;
- Тама;
- Татикава;
- Тёфу;
- Фусса;
- Футю;
- Хамура;
- Хатиодзи;
- Хигасикуруме;
- Хигасимураяма;
- Хигасиямато;
- Хино.

#### Уезд
В самой западной части префектуры расположен уезд Ниситама, в который входят следующие посёлки и сёла:
- Мидзухо;
- Окутама;
- Хиноде;
- Хинохара.

Большую часть этой площади занимают горы, непригодные для урбанизации. Самая высокая гора в Токио — Кумотори (2017 м), также в округе Токио находятся горы Таканосу (1737 м), Одакэ (1266 м), и Митакэ (929 м). Водохранилище Окутама на реке Тама близ префектуры Яманаси является крупнейшим озером в Токио.

### Округа
На островах расположены два посёлка и семь сёл, входящие в четыре округа Токио. Муниципалитеты по округам:
- Мияке;
  - Микурадзима;
  - Мияке;
- Огасавара;
  - Огасавара;
- Осима;
  - Кодзусима;
  - Ниидзима;
  - Осима;
  - Тосима;
- Хатидзё;
  - Аогасима;
  - Хатидзё.

## Демография

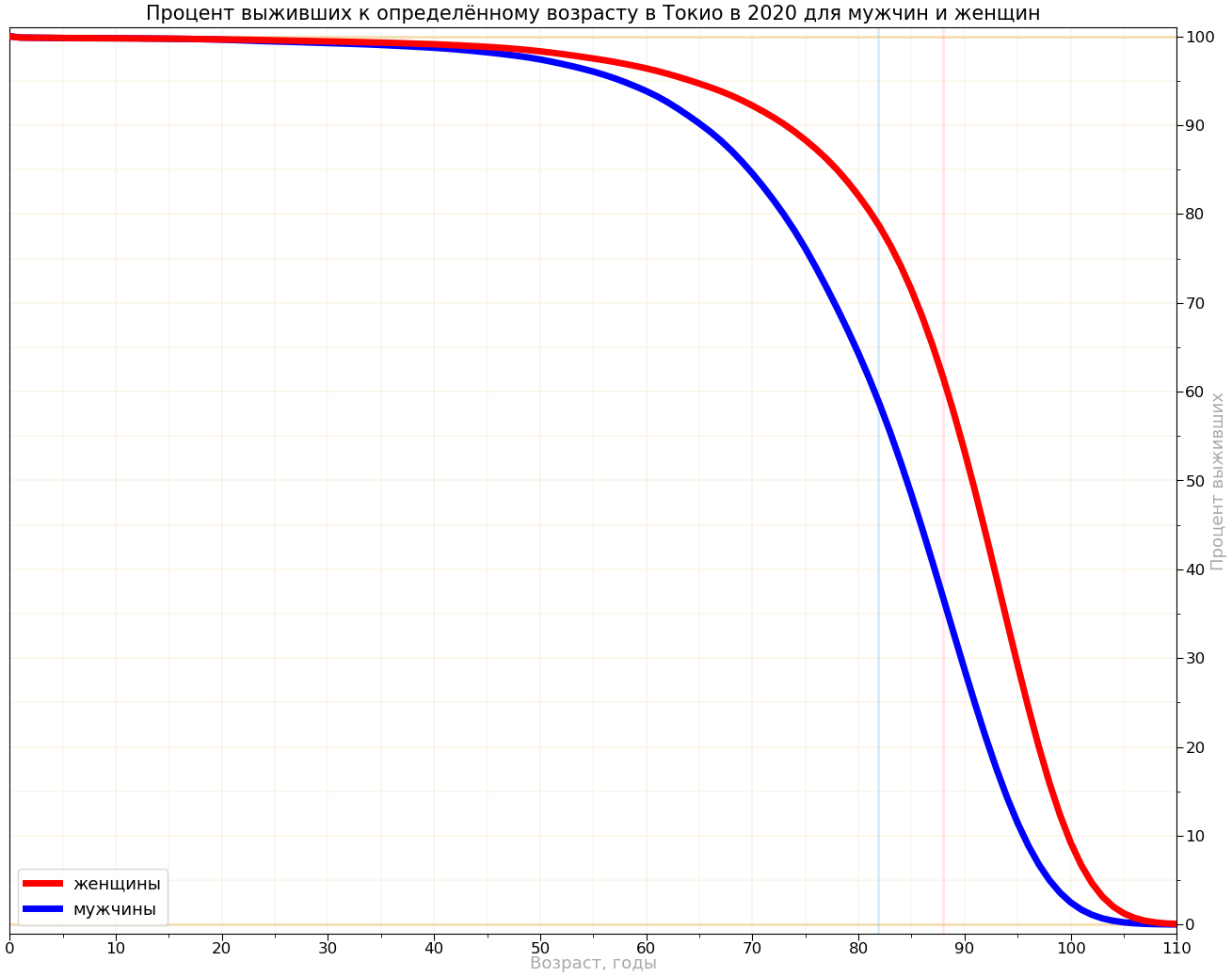
Процент выживших к определённому возрасту в Токио в 2020 году. Ожидаемая продолжительность жизни для Токио в этом году составляла 84,97 года.

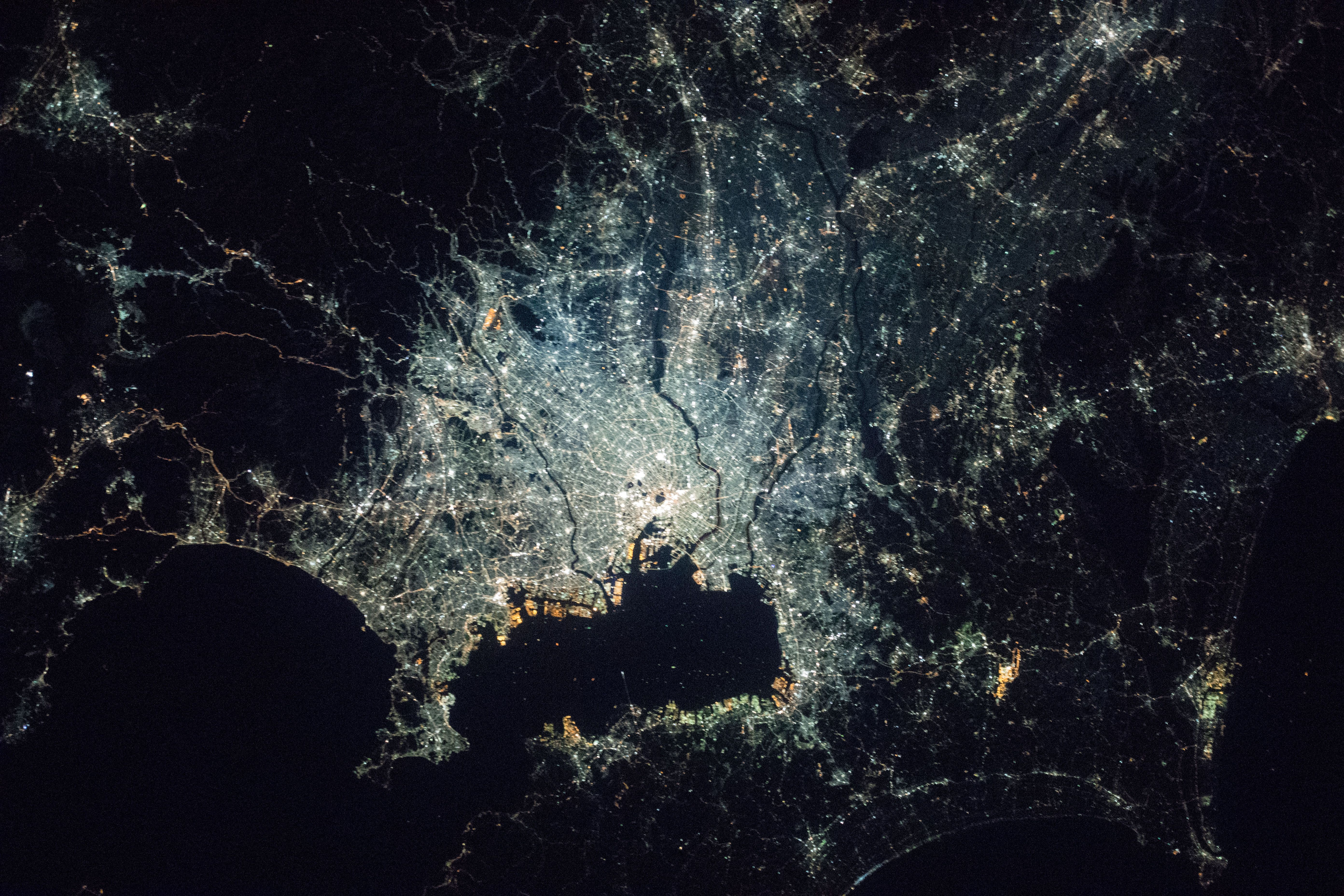
Большой Токио — ночной вид

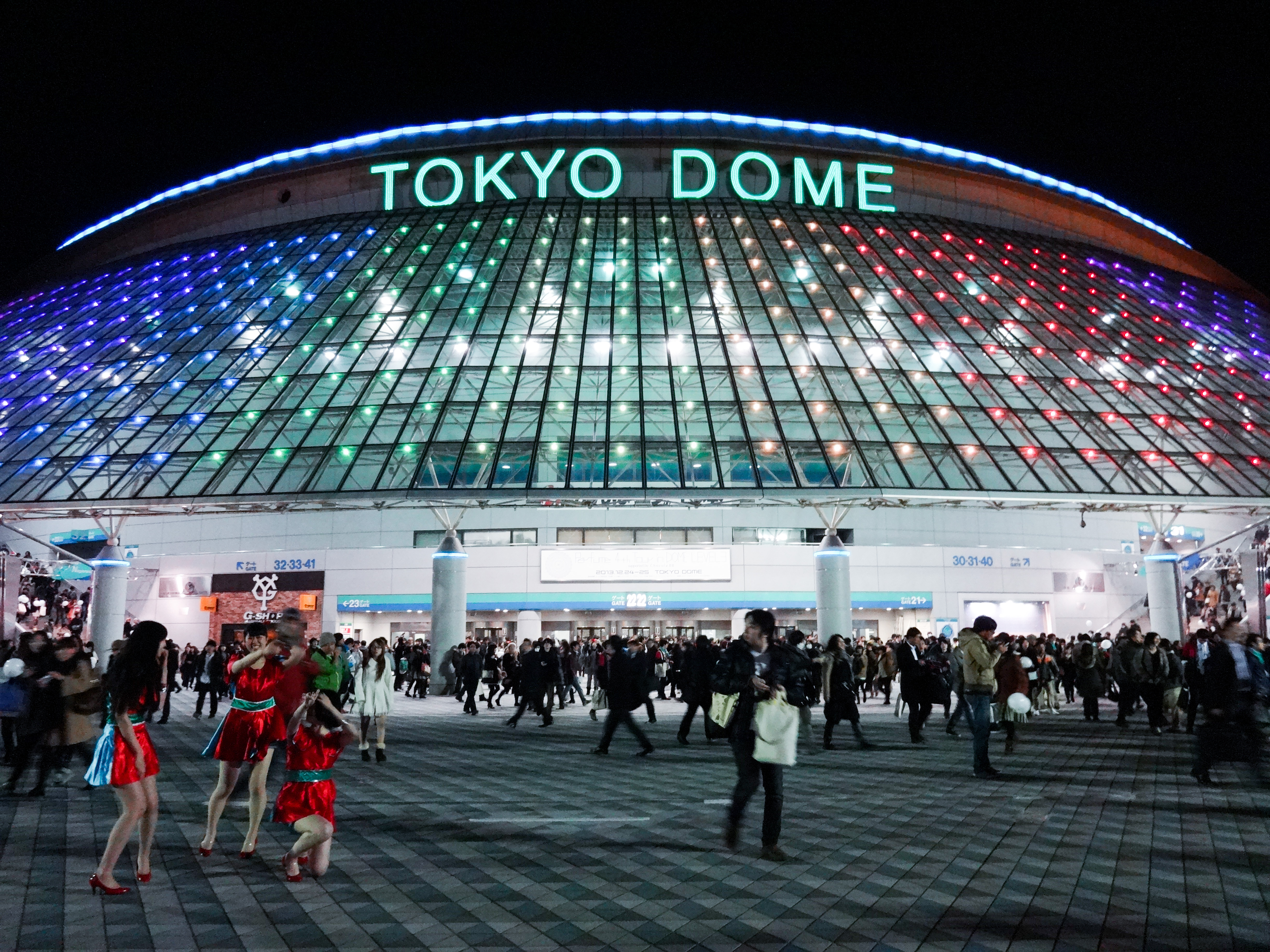
Стадион Токио Доум

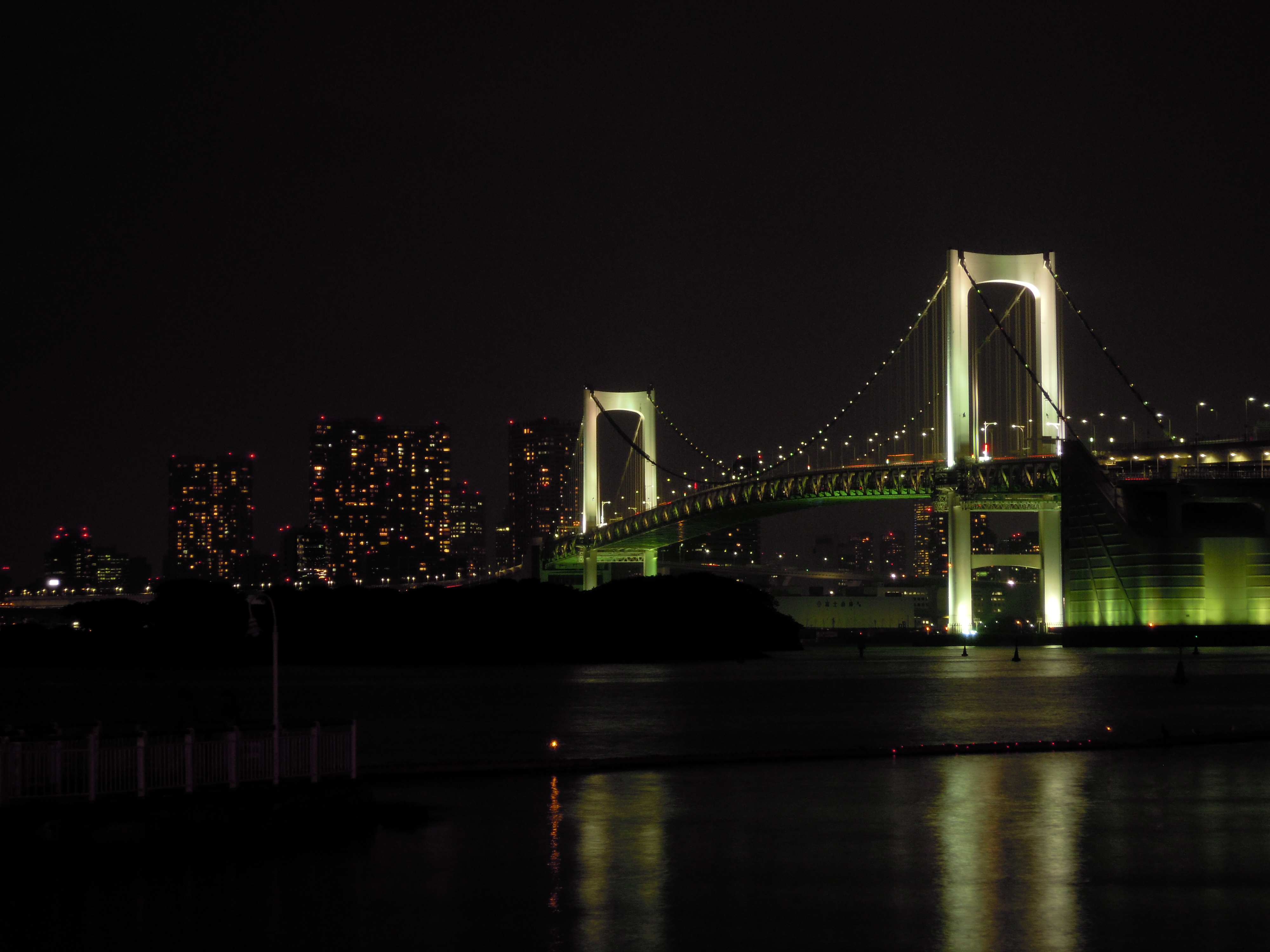
Радужный мост

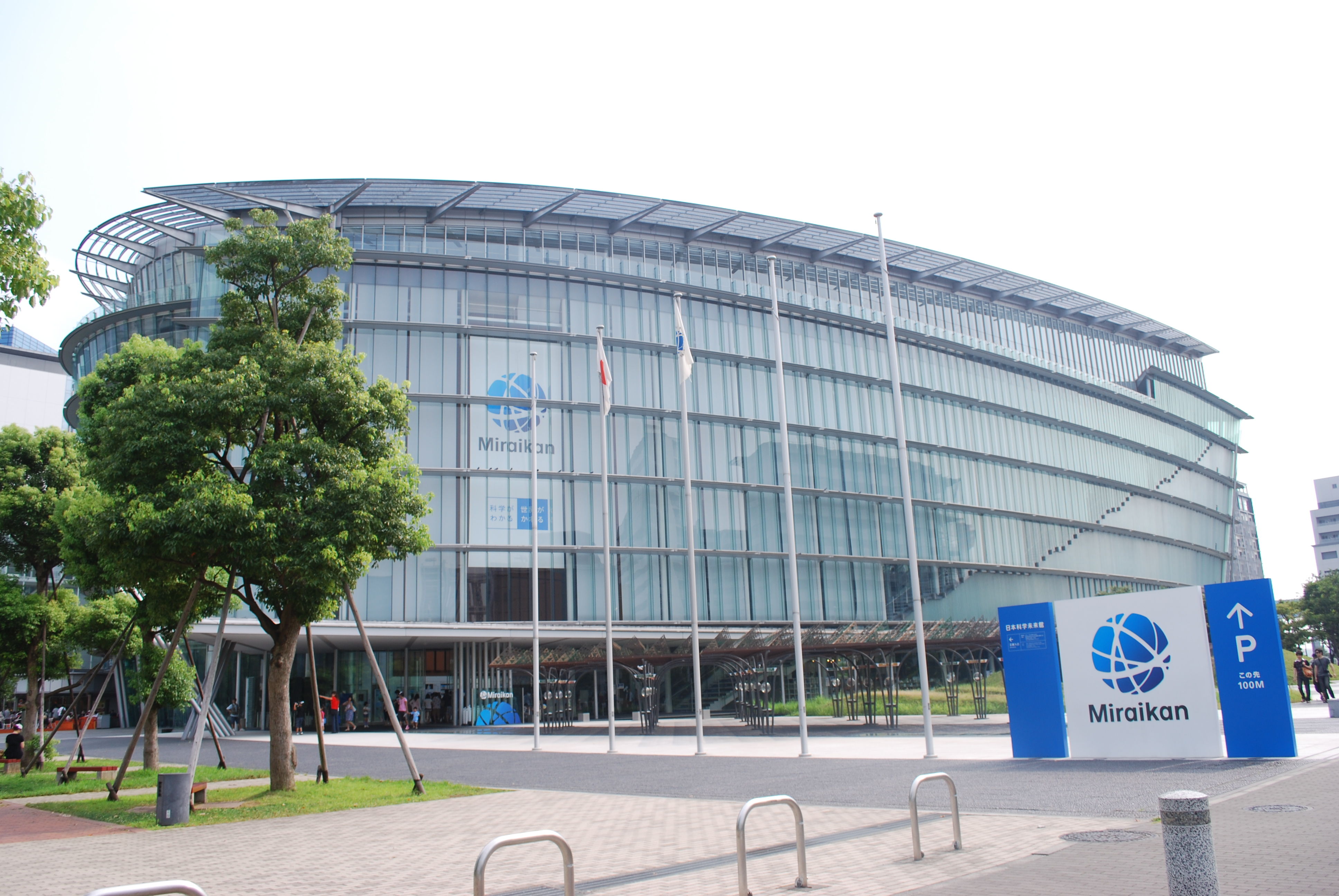
Национальный музей Мирайкан

По состоянию на октябрь 2007 года, по оценкам, в Токио живут 12,79 млн человек, из них 8,653 млн человек живут в 23 специальных районах. В дневное время население увеличивается более чем на 2,5 млн работников и студентов, приезжающих из соседних областей. Этот эффект имеет ещё более ярко выраженный характер в трёх центральных районах (Тиёда, Тюо и Минато), чьё общее население, по состоянию на 2005 год, составило 326 тысяч человек ночью и 2,4 млн днём. Из иностранцев на 2008 год в Токио больше всего проживало китайцев — 145 320 человек, затем — жителей Кореи (Южной и Северной) — (117 567), намного меньше филиппинцев (31 974), американцев (19 408), индийцев (9418), англичан (7482). Большой Токио является городской территорией с самым большим населением в мире, с населением, по состоянию на 2016 год, в 38 140 000 человек.
Во время первой национальной переписи 1920 года в столице проживало менее 3,7 миллиона человек, а в 1962 году население Токио достигло 10 миллионов. Резкий демографический рост привёл к чрезмерной концентрации населения, ухудшению экологических условий проживания, инфляции цен на жильё и т. д. В связи с этим, в 1980 и 1995 годах наблюдался кратковременный демографический спад. Между 2000 и 2010 годами население метрополии выросло на 9 %. Основной причиной роста остаётся постоянный наплыв переселенцев из других префектур.
Плотность населения в Токио самая высокая в Японии. По результатам переписи 2005 года она составляла 5750,7 чел/км2. Наиболее заселённым является историко-административный центр Токио — районы Тиёда, Тюо и Минато. Из-за отсутствия свободной земли власти метрополии активно развивает строительство искусственных островов в Токийском заливе.
| Численность зарегистрированных иностранцев в Токио                 |                    |
| Страна происхождение                                               | Численность (2011) |
| Китай                                                              | 164 199            |
| Республика Корея и Корейская Народно- · Демократическая Республика | 105 522            |
| Филиппины                                                          | 29 540             |
| США                                                                | 17 342             |
| Индия                                                              | 8 750              |
| Непал                                                              | 7 786              |
| Таиланд                                                            | 7 177              |
| Великобритания                                                     | 6 064              |
| Мьянма                                                             | 5 238              |
| Франция                                                            | 4 945              |

| Рост 10,0 % и выше 7,5—9,9 % 5,0—7,4 % 2,5—4,9 % 0,0—2,4 % | Падение 0,0—2,4 % 2,5—4,9% 5,0—7,4 % 7,5—9,9 % 10,0 % и ниже |

С 1960 года трудоспособное население Токио в возрасте от 15 до 64 лет составляет около 70 % от всего населения метрополии. Оно занято преимущественно в торговле, сфере услуг и промышленности. Самой многочисленной группой является 20-летняя молодёжь.
С середины 1990-х годов население Токио быстро и неуклонно стареет, что связано с постепенным спадом рождаемости в 1960-х годах, вызванным изменением традиционно японских семейных ценностей. По состоянию на 2005 год, токийцы старше 64 лет составляли около 20 % населения. 2215 человек были старше 100 лет. Половое соотношение также изменилось в конце 1990-х — если в течение XX века в столице преобладали мужчины, то с 1998 года они уступили численностью женщинам.
Токио считается крупным международным центром, однако количество иностранцев, работающих и проживающих в метрополии, невысоко. По состоянию на 2005 год, они составляли лишь около 3 % всех жителей.
| Статистика населения Токио Данные с 1920 по 2005 год предоставлены Отделом статистики правительства Метрополии Токио |            |         |                       |                           |                           |                           |                           |                           |                                 |                           |            |
| Перепись | Население  | Прирост | % от населения Японии | Площадь (км²)             | Плотность (чел/км²)       | Возраст                   | Возраст                   | Возраст                   | Индекс старения (старики/ дети) | СП                        | Иностранцы |
| Перепись | Население  | Прирост | % от населения Японии | Площадь (км²)             | Плотность (чел/км²)       | до 15                     | 15—64                     | от 65                     | Индекс старения (старики/ дети) | СП                        | Иностранцы |
| 1 октября 1920 | 3 699 428  | —       | 6,61 %                | 2142,40                   | 1726,8                    | 31,6%                     | 65,3%                     | 3,2%                      | 10,1                            | 111,8                     | 8679       |
| 1 октября 1925 | 4 485 144  | 21,2 %  | 7,51 %                | 2142,40                   | 2093,5                    | 31,6%                     | 65,7%                     | 2,7%                      | 8,6                             | 113,8                     | н/д        |
| 1 октября 1930 | 5 408 678  | 20,6 %  | 8,39 %                | 2144,79                   | 2521,8                    | 31,8%                     | 65,7%                     | 2,6%                      | 8,1                             | 111,8                     | 50 934     |
| 1 октября 1935 | 6 369 919  | 17,8 %  | 9,20 %                | 2144,80                   | 2969,9                    | 32,2%                     | 65,2%                     | 2,6%                      | 8,0                             | 109,2                     | н/д        |
| 1 октября 1940 | 7 354 971  | 15,5 %  | 10,06 %               | 2144,80                   | 3429,2                    | 31,5%                     | 65,9%                     | 2,6%                      | 8,3                             | 106,6                     | 124 889    |
| 1 октября 1945 | 3 488 284  | 52,6 %  | 4,84 %                | 2144,80                   | 1624,0                    | 28,6%                     | 68,2%                     | 3,2%                      | 11,3                            | 105,2                     | н/д        |
| 1 октября 1950 | 6 277 500  | 80,0 %  | 7,46 %                | 2137,26                   | 2937,2                    | 31,7%                     | 65,2%                     | 3,2%                      | 10,0                            | 102,0                     | 43 937     |
| 1 октября 1955 | 8 037 084  | 28,0 %  | 8,92 %                | 2129,15                   | 3774,8                    | 28,1%                     | 68,4%                     | 3,5%                      | 12,4                            | 105,0                     | 63 589     |
| 1 октября 1960 | 9 683 802  | 20,5 %  | 10,27 %               | 2133,03                   | 4539,9                    | 23,2%                     | 73,0%                     | 3,8%                      | 16,3                            | 106,6                     | 70 990     |
| 1 октября 1965 | 10 869 244 | 12,2 %  | 10,96 %               | 2135,11                   | 5090,7                    | 20,4%                     | 75,3%                     | 4,3%                      | 21,2                            | 104,9                     | 81 273     |
| 1 октября 1970 | 11 408 071 | 5,0 %   | 10,90 %               | 2141,11                   | 5238,1                    | 21,0%                     | 73,8%                     | 5,2%                      | 24,6                            | 103,5                     | 83 077     |
| 1 октября 1975 | 11 673 554 | 2,3 %   | 10,43 %               | 2145,38                   | 5441,3                    | 22,0%                     | 71,6%                     | 6,3%                      | 28,5                            | 102,7                     | 87 624     |
| 1 октября 1980 | 11 618 281 | 0,5 %   | 9,83 %                | 2156,35                   | 5387,9                    | 20,6%                     | 71,5%                     | 7,7%                      | 37,4                            | 101,6                     | 90 267     |
| 1 октября 1985 | 11 829 363 | 1,8 %   | 9,77 %                | 2162,34                   | 5470,6                    | 18,0%                     | 73,0%                     | 8,9%                      | 49,7                            | 101,4                     | 113 420    |
| 1 октября 1990 | 11 855 563 | 0,2 %   | 9,59 %                | 2183,26                   | 5430,2                    | 14,6%                     | 74,1%                     | 10,5%                     | 72,0                            | 101,4                     | 159 073    |
| 1 октября 1995 | 11 773 605 | 0,7 %   | 9,38 %                | 2186,62                   | 5384,4                    | 12,7%                     | 73,9%                     | 13,0%                     | 102,1                           | 100,2                     | 191 915    |
| 1 октября 2000 | 12 064 101 | 2,5 %   | 9,50 %                | 2186,90                   | 5516,5                    | 11,8%                     | 72,0%                     | 15,8%                     | 134,5                           | 99,9                      | 212 975    |
| 1 октября 2005 | 12 576 601 | 4,2 %   | 9,84 %                | 2186,96                   | 5750,7                    | 11,3%                     | 69,1%                     | 18,3%                     | 161,1                           | 99,3                      | 248 363    |
| 1 октября 2010 | 13 161 751 | 4,6 %   | 9,72 %                | &&&&&&&&&&&&&&00.01000000 | &&&&&&&&&&&&&&00.01000000 | &&&&&&&&&&&&&&00.01000000 | &&&&&&&&&&&&&&00.01000000 | &&&&&&&&&&&&&&00.01000000 | &&&&&&&&&&&&&&00.01000000       | &&&&&&&&&&&&&&00.01000000 |            |

## Общая карта
|  | Города и районы Префектуры Токио с населением более 600 000 жителей   |
|  | Города и районы Префектуры Токио с населением 400 000—600 000 жителей |
|  | Города и районы Префектуры Токио с населением 200 000—400 000 жителей |
|  | Города и районы Префектуры Токио с населением 100 000—200 000 жителей |
|  | Города и районы Префектуры Токио с населением 50 000—100 000 жителей  |
|  | Города и районы Префектуры Токио с населением до 50 000 жителей       |
|  | Посёлки и сёла Префектуры Токио                                       |

## Экономика

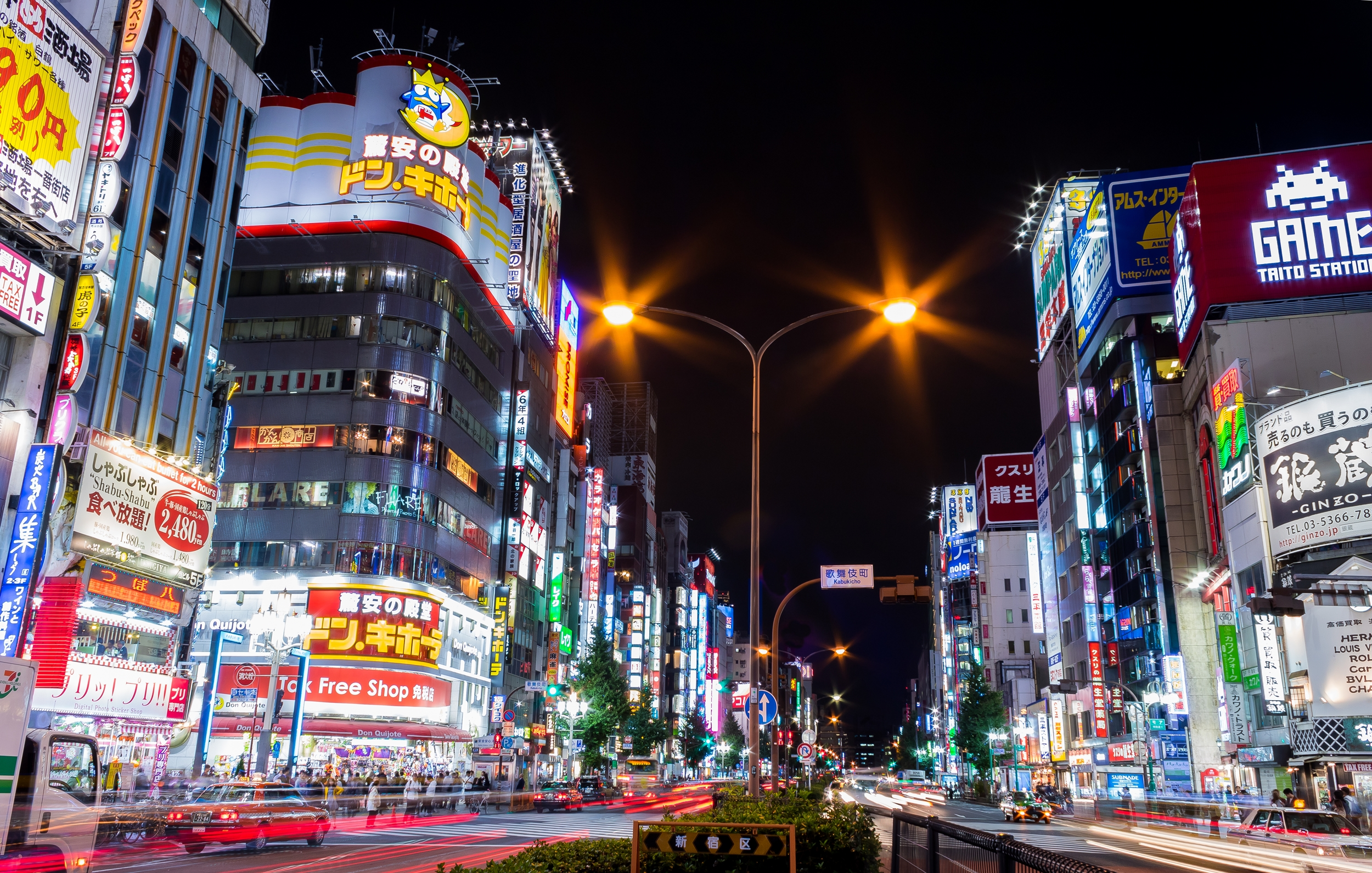
Реклама в коммерческом районе Синдзюку

Токио является главным экономическим центром Японии. Основу хозяйства метрополии составляют отрасли вторичного и третичного секторов экономики. По состоянию на 1995 год трудоспособное население Токио составило более 6,3 млн человек. По этому показателю метрополия занимала первое место среди других префектур. 0,5 % трудоспособных лиц были заняты в первичном секторе, 25,7 % — в вторичном, а 72,1 % — в третичном. В связи со стремительной урбанизацией, первичный сектор экономики, который представлен сельским хозяйством и рыболовством, сильно пострадал по всему Токио, за исключением горного района Окутама и отдалённых островов. По уровню развития отраслей этого сектора столица занимает последнее место в Японии.
Показатели вторичного сектора, представленного промышленностью, ниже средних по стране. После Второй мировой войны Токио занимал первое место по уровню промышленного производства, но по состоянию на 2005 год опустился до восьмого. Главной причиной промышленного спада стало принятие в 1956 году «Закона о благоустройстве столичного региона», по которому строительство новых заводов было запрещено, а старые промышленные предприятия переводились в отдалённые районы. Этот нормативный акт был призван решить многочисленные экологические проблемы Токио, страдавшего от чрезмерной концентрации промышленных предприятий.
Третичный сектор экономики является наиболее развитым. По состоянию на 1994 год доходы Токио от деятельности отраслей этого сектора составляли около трети от деятельности всех японских компаний сектора. В Токио сосредоточены японские передовые предприятия, работающие в сфере интеллекта, информации и услуг. Около 90 % всех японских компаний, являющихся членами Токийской фондовой биржи, имеют свои главные представительства на территории столицы.

### Первичный сектор

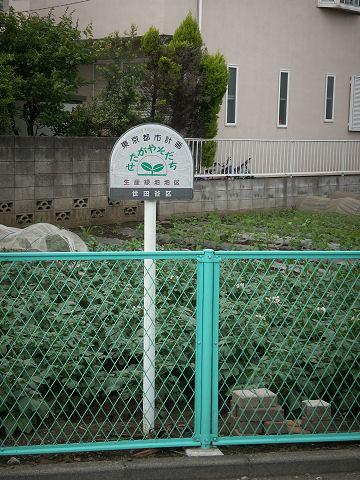
Сэйсан Рёкути («продуктивная зелёная зона») в районе Сэтагая

Токио занимает самые низкие места среди префектур Японии по количеству населения, занятого в сельском хозяйстве и размерам пахотных земель. По состоянию на 1995 год в столице насчитывалось 10 367 семей, которые обрабатывали 8 408 гектаров пахотных земель.
Профессиональные токийские фермеры составили 13,9 % от всех лиц, занятых в сельском хозяйстве, и 16,1 % от числа всех японских фермеров. На одну семью или хозяйство приходилось в среднем 0,59 га земли. Около половины пахотных земель не обрабатываются, поскольку треть фермеров старше 60 лет. Большая часть сельскохозяйственной продукции выращивается в горном районе Окума и отдалённых островах, а меньшая — на приусадебных загородных участках. Столица обеспечивает себя овощами на 10,1％.
Роль шелководства и скотоводства в первичном секторе экономики Токио мала. После 1965 года производство резко сократилось. На конец 1990-х годов уровень потребления токийцами мяса и яиц местного производства не превышал 2 %, а молока — 4 %.
Лесничество, заготовка древесины и деревообработка развиты в горах Окутами. Основными породами дерева являются криптомерия и туполистный кипарисовик. Тем не менее большинство лесов не вырубаются, а берегутся и используются как рекреационный ресурс. Так, по количеству лесных хозяйств Токио занимало 10 место из 47 префектур, а по количеству добычи древесины — лишь 42. По состоянию на 1990 год государство владело 7,9 % всех токийских лесов. Остальные принадлежали частным лицам и общественным организациям. Отдельной отраслью лесничества, популярной в Токио, является разведение грибов сиитаке.
Рыболовство развито слабо. Токийский залив, который был традиционным местом для ловли рыбы, сильно загрязнён. Основное рыбацкое население живёт на отдалённых островах. Власти столицы способствует развитию туристического рыболовства.

### Вторичный сектор

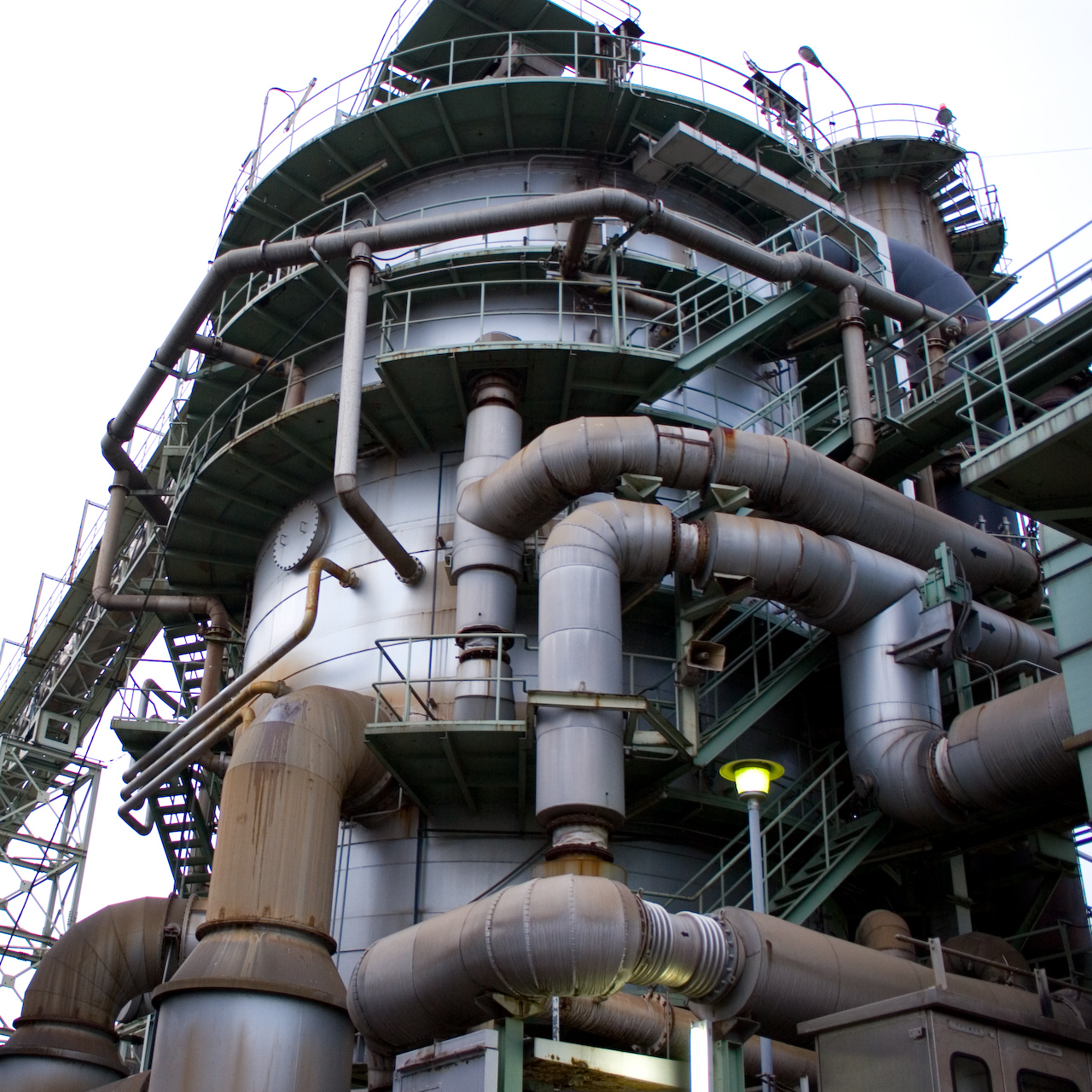
Завод в специальном районе Ота

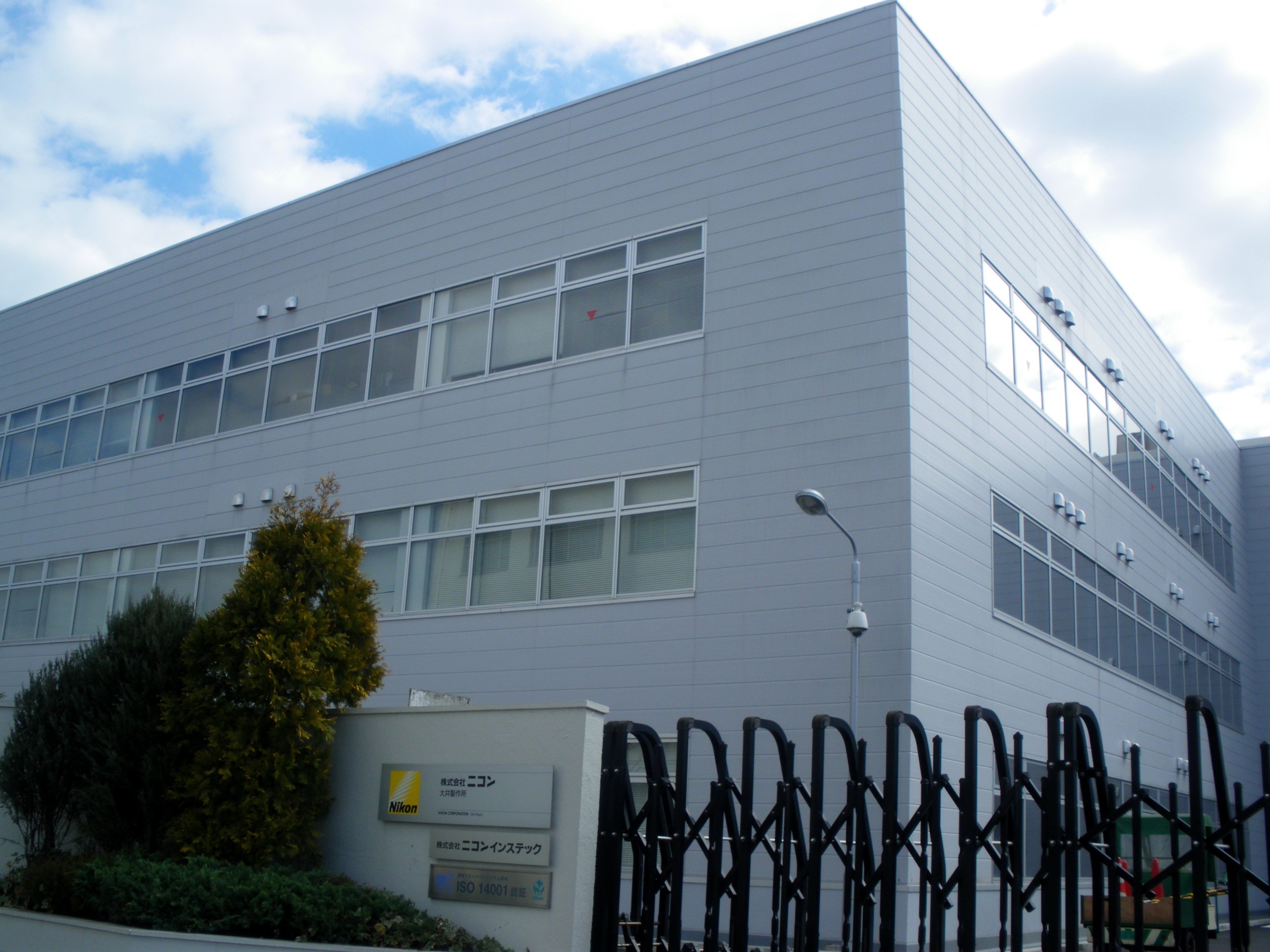
Завод компании «Никон» в Нисиои, Токио

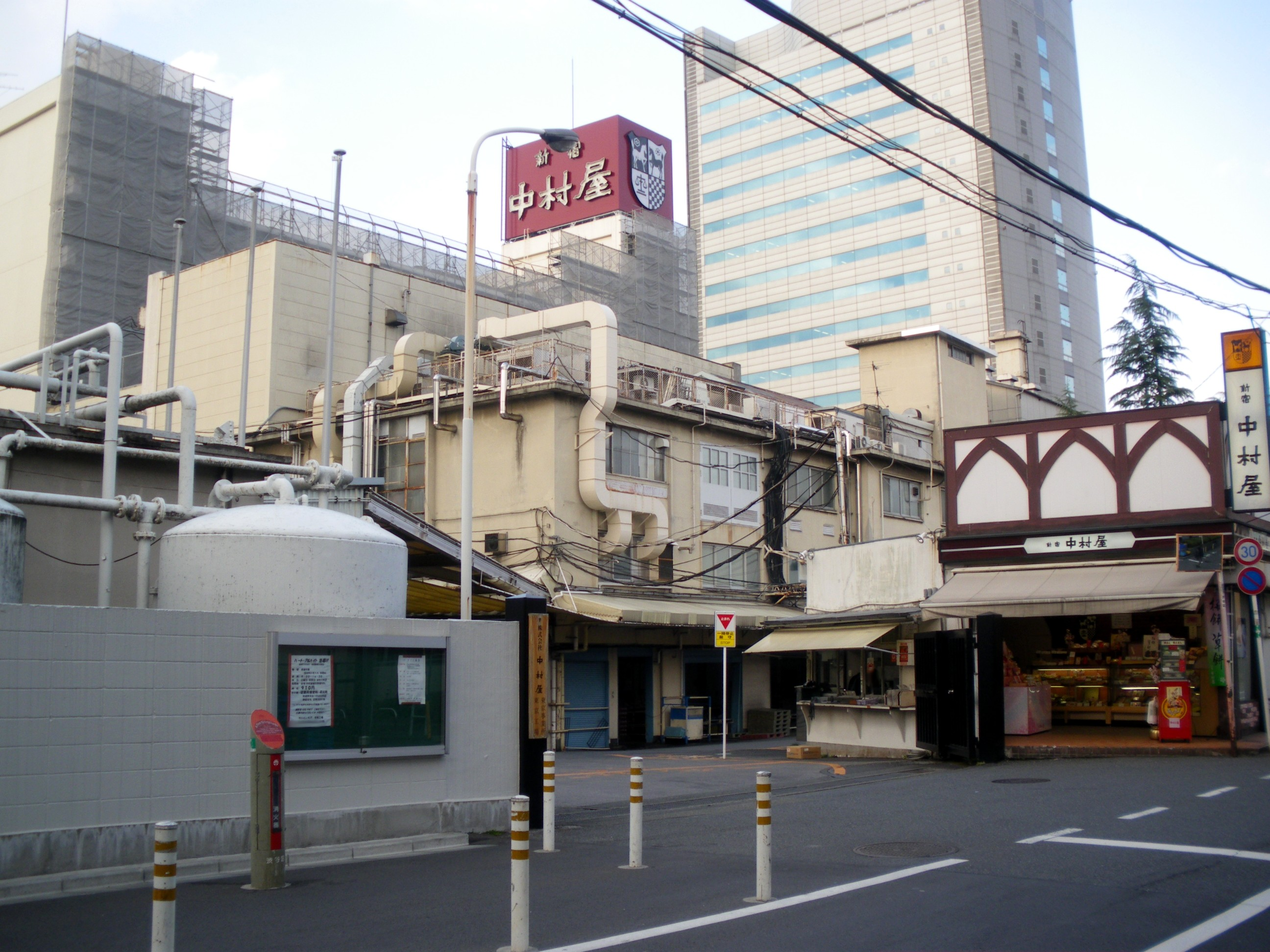
Завод в районе Сибуя, Токио

В 1950 году Токио занимал первое место в стране по объёмам промышленного производства. К 1995 году позиции столицы снизились до четвёртого места. Главной причиной спада был перенос крупных промышленных предприятий за пределы столицы. Несмотря на это, Токио остаётся национальным лидером по количеству промышленных предприятий и лиц, занятых в промышленном производстве. По состоянию на 1994 год, в столице насчитывалось 35 512 компаний вторичного сектора, на которых было занято около 667 тысяч человек. Среди этих предприятий преобладали представители малого и среднего бизнеса. Штат 64 % всех промышленных компаний не превышал 10 человек. Крупные заводы были размещены, в основном, за пределами столицы, в прибрежной полосе между Кавасаки и Иокогамой. В конце 1990-х годов прибыли исключительно столичной промышленности составили лишь 6—7 % от общеяпонских промышленных доходов — 19 триллионов иен. Но доля сети токийской промышленности, что простирается по территории всего южного Канто, составляла 23,1 ％ этих доходов — 69 триллионов иен.
Основной отраслью промышленности Токио является машиностроение. В ней ведущее место принадлежит производству электротоваров и высокотехнологичных приборов — фотоаппаратов, часов, оптических линз и т. д. Эта продукция занимает одну четвёртую часть внутреннего рынка этих товаров. Второй по значению отраслью является индустрия сборки машин и аппаратов, а также изготовление запчастей. Её предприятия контролируют 50 % японского рынка. Очаги этих двух отраслей расположены в районах Ота, Синагава, Мэгуро и Итабаси. Доля сырьевых компаний металлургической, химической, нефтеперерабатывающей и угольной промышленности от всех промышленных компаний Токио низка и составляет около 10 %.
Отдельную важную роль в системе вторичного сектора экономики столицы играет лёгкая промышленность. Её развитию способствует многомиллионное население Токио, постоянно нуждающееся в товарах широкого потребления. Ведущими отраслями являются пищевая, кожевенная и текстильная. Самые высокие прибыли имеет столичная издательская отрасль, которая выпускает около половины всей японской печатной продукции. Местами её расположения являются районы Тиёда, Синдзюку и Тюо. С конца 1980-х годов особое развитие получили бизнес моды в районах Минато и Сибуя, а также производство украшений, косметики и лекарств в районах Тайто, Сумида, Аракава и Кото. Характерными чертами лёгкой промышленности в столице являются доминирование средних и малых предприятий, а также сочетание предприятиями функций производства и продажи товаров.

### Третичный сектор

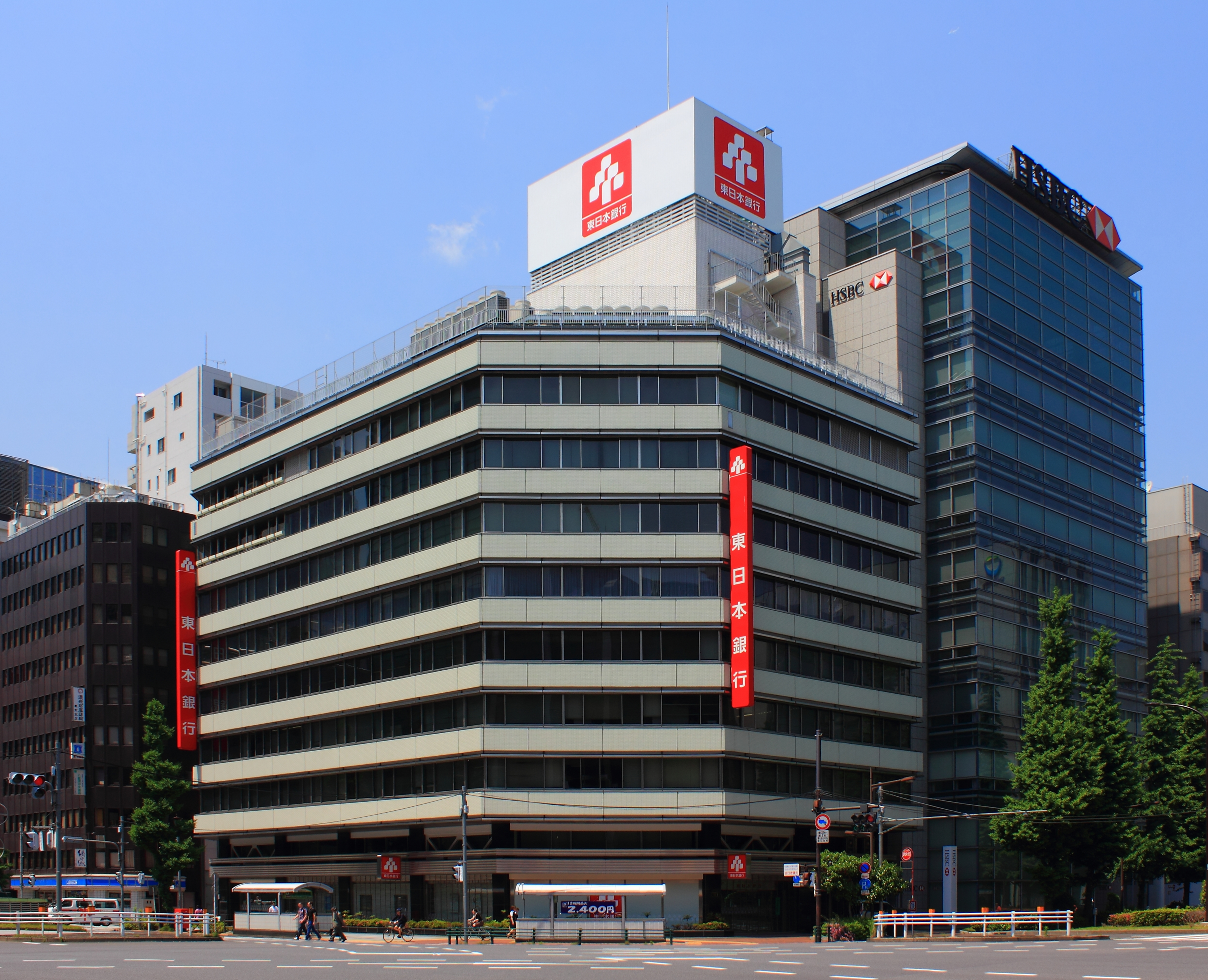
Банк «Хигаси-Ниппон гинко»

Токио является одним из трёх мировых финансовых центров, наряду с Нью-Йорком и Лондоном. Токио — одна из самых экономически развитых агломераций в мире. Согласно исследованиям, проведённым компанией PricewaterhouseCoopers, токийская городская зона (префектуры Токио, Канагава и Тиба вместе, 35,2 млн человек) на 2005 год имеет ВВП в общей сложности 1,191 трлн долларов (по паритету покупательной способности) и занимает первое место среди крупнейших агломераций в мире по ВВП. В 2008 году ВВП (по ППС) Токио достиг 1,497 трлн долларов. В 2009 году 51 компания из Fortune Global 500 находились в Токио.

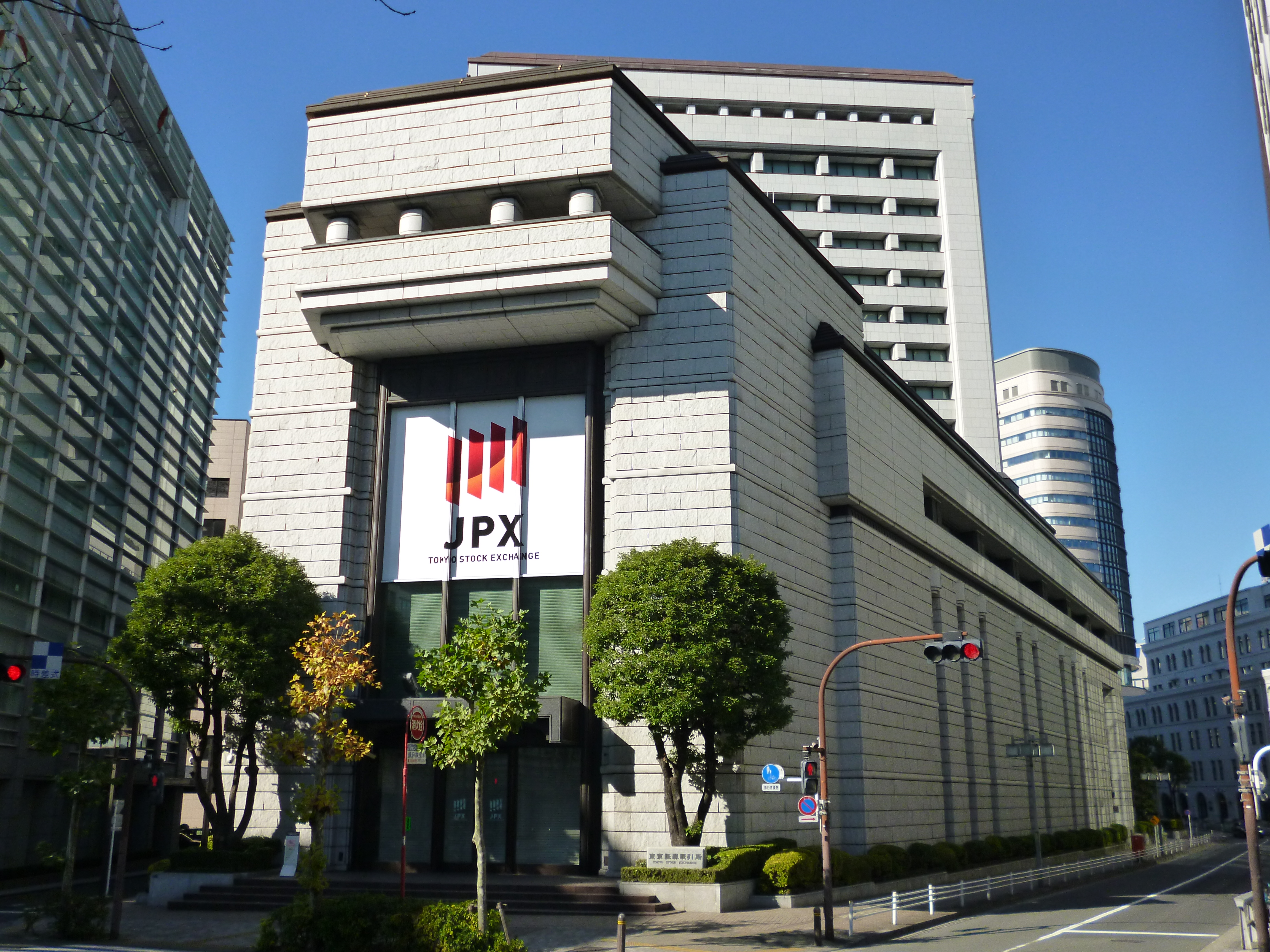
Здание Токийской биржи, 1988 год

Токио является крупным международным финансовым центром и штаб-квартирой ряда крупнейших мировых инвестиционных банков и страховых компаний, а также выполняет функции концентратора транспортной, издательской и вещательной отрасли в Японии. В ходе централизованного роста японской экономики после Второй мировой войны многие крупные компании перенесли штаб-квартиры из таких городов, как Осака (историческая финансовая столица), в Токио, в попытке воспользоваться преимуществами более широкого доступа к власти. В последние время эта тенденция пошла на спад из-за продолжающегося роста населения в Токио и высокой стоимости жизни там.
Токио был оценён журналом «Экономист» как самый дорогой (самая высокая стоимость жизни) город в мире на протяжении 14 лет подряд, до 2006 года.
Токийская фондовая биржа Японии — крупнейшая фондовая биржа, а также вторая в мире по рыночной капитализации и четвёртая по величине доли в обороте.

## Транспорт

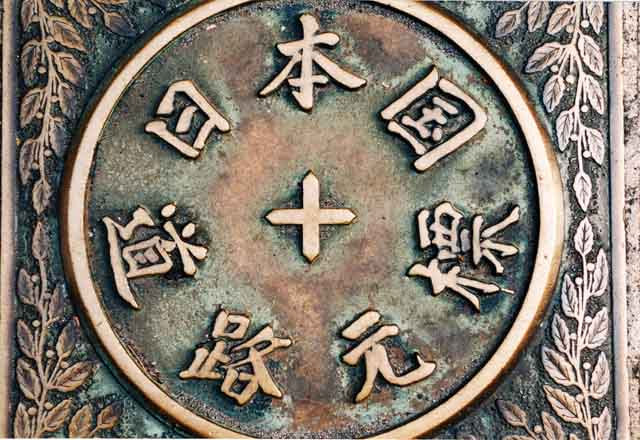
Отметка нулевого километра в Японии на мосту Нихонбаси (букв. «Японский мост»)

Токио является главным транспортным центром Японии и региона Канто. По состоянию на 1994 год в сфере транспорта работало 470 тысяч человек.

### Автодороги

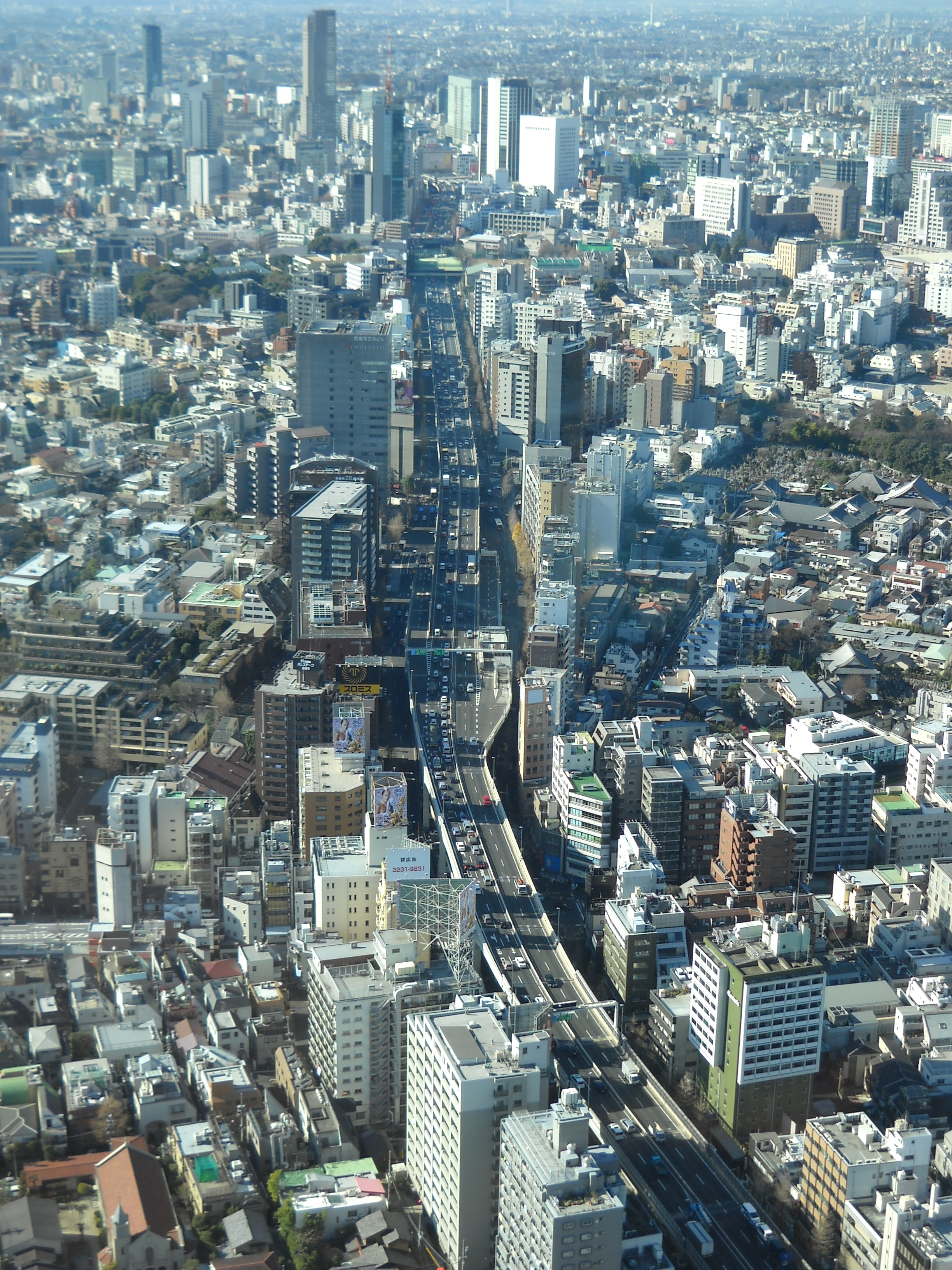
Столичная автодорога № 2

Местом нулевого километра Японии является токийский мост Нихомбаси. Отсюда в виде лучей идут главные транспортные артерии — государственные автодороги № 1 и № 15 (бывшая Токайская дорога), № 20 (бывшая Кайская дорога), № 17 (бывшая Горная дорога), № 4 (бывшие Муцивская и Никкосская дороги), № 6 (бывшая Митосская дорога), № 14 (Тибская дорога), № 254 (Кавагоэвская дорога), № 246 (дорога в Ояму), № 122 (дорога Никко-Онари).
В 1975 году сетка этих путей была целиком модернизирована и дополнена новыми скоростными автострадами: Токийской, Центральной, Северо-Восточной, Дзёбанской, Восточного Канто и Набережной. Также дополнительно были проложены 11 скоростных дорог на территории 23 специальных районов Токио. Центральная часть метрополии окружена Кольцевой дорогой. Она образована сочетанием бывшей Камакурской дороги и автострады № 16. Для улучшения движения транспорта на этом пути проложены дополнительные 8 путей. Существующая сеть дорог обеспечивает надлежащее движение автомобильного транспорта, следующего из Токио в регионы и обратно. Однако внутри самого Токио остаётся нерешённой проблема заторов на дорогах во время часов пик. Постоянно высокая концентрация автомобильного транспорта в столице является причиной сильного загрязнения воздуха. Ходьба и езда на велосипеде встречаются гораздо чаще, чем во многих городах мира. Частные автомобили и мотоциклы играют второстепенную роль в городском транспорте. Частные автомобили в Большом Токио составляют менее 20 % ежедневных поездок, поскольку владение личными автомобилями разрешено только тем, у кого есть предварительно купленное парковочное место.

### Железные дороги

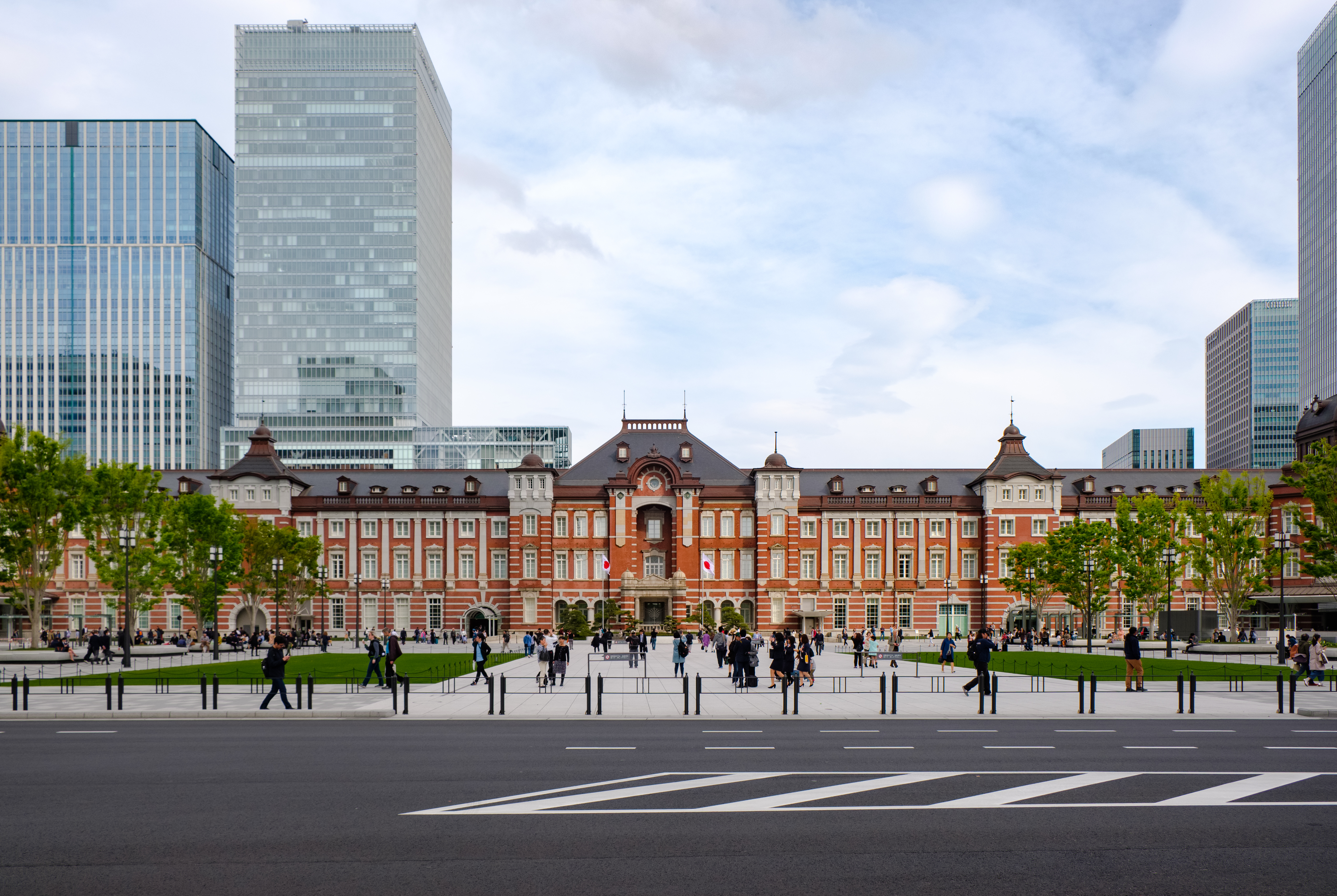
Здание железнодорожной станции Токио 1914 года постройки

Железнодорожный транспорт является основным видом общественного транспорта в Токио. Он ежедневно перевозит десятки миллионов пассажиров. Ведущей железнодорожной компанией столицы является JR, которая работает с 1872 года. Токийский вокзал является отправной точкой для обычных поездов, направляющихся в соседние регионы главными линиями Токайдо и Собу, а также для скоростных синкансенов, осуществляющих перевозки в регионы Токай, Хокурикудо, Тохоку и Дзёэцу. Станция Уэно служит местом отправки обычных поездов главной линией Тохоку, линией Дзёбан. Станция Синдзюку является центральной станцией Кольцевой столичной дороги JR. В Токио работает разветвлённая сеть железных дорог, соединяющих все удалённые точки метрополии с 23 специальными районами. Это линии Яманотэ, Сайкё, Йокосука, Кэйхин-Тохоку, Мусасино, Намбу, Кёба, Йокогама, Омэ, Ицукаити и т. д. Кроме JR в Токио действуют меньшие частные железнодорожные компании — «Токю», «Кейо», «Одакю», «Сэйму», «Тому», «Кейсэй», «Кейкю» и другие. В 2005 году начал работу новый «Экспресс Цукуба», что связал город Ибараки с токийским районом Акихабара.
Благодаря диверсификации своего бизнеса в сфере недвижимости, розничной торговли и т. д. прямо в зданиях железнодорожных станций и районов вокруг них, большинство частных железных дорог в Японии являются финансово независимыми, а их железнодорожные операции обычно прибыльны, что резко контрастирует с большинством железнодорожных сетей в других странах мира. Японские частные железнодорожные линии очень эффективны, требуют мало субсидий и работают крайне пунктуально. Из-за массового использования железнодорожного транспорта, в Японии находятся 46 из 50 самых загруженных железнодорожных станций мира. На территории Большого Токио имеется 0,61 железнодорожная станции на каждые 2,5 км² или по одной железнодорожной станции на каждые 4,1 км² застроенной территории. Пригородные железнодорожные перевозки очень плотные: 6 млн человек на линию в год, причём самый высокий показатель среди центральных городских районов.
Популярным средством общественного транспорта является Токийский метрополитен. Он работает с 1927 года в пределах 23 специальных районов. Так как в Токио находится самая обширная в мире городская железнодорожная сеть (по состоянию на май 2014 года, в Токио расположено 158 линий, 48 операторов, 4714,5 км эксплуатационных железнодорожных путей и 2210 станций), Токийское метро составляет лишь небольшую долю скоростных железнодорожных перевозок в Токио — только 285 из 2210 железнодорожных станций. Токийское метро перевозит ежедневно 8,7 миллиона пассажиров (14,6 миллиарда в год), что составляет только 22 % от 40 миллионов пассажиров, ежедневно пользующихся железнодорожной системой Токио (см. Транспорт в Большом Токио). Токийский метрополитен имеет разветвлённую сеть линий, которая покрывает всю-восточную часть метрополии. Это линии Гиндза, Маруноути, Хибия, Хандзомон, Тиёда, Тодзай, Юракутё, Намбоку, Фукутосин, Мита, Синдзюку, Асакуса, Оэдо. С 1995 года по Радужному мосту в районе Токийского порта ходят поезда на шинном ходу «Юрикамомэ». Из-за развитости метрополитена и автомобильного транспорта токийские трамваи, которые работали в столице с 1903 года, практически исчезли. На конец 1990-х годов действовала лишь 1 трамвайная линия Аракава между местностями Саннова-баси и Васэда.

### Авиаперевозки
С 1931 года в Токио работает аэропорт Ханэда, переименованный в 1952 году в Международный аэропорт Токио. Более тридцати лет он был главным «окном» Японии в мир. С 1978 года, после сооружения Нового международного аэропорта в Нарите, в префектуре Тиба, старый аэропорт стал специализироваться преимущественно на внутренних перевозках. Несмотря на это, аэропортом Ханэда пользуется вдвое больше пассажиров, чем аэропортом Нарита. Ежегодно через оба аэропорта проходят около 35 % всех авиапассажиров, которые посещают или вылетают из Японии. Центр Токио связан с аэропортом Ханэда монорельсом, а с аэропортом Нарита — скоростными поездами компании JR . Кроме этих аэропортов существует несколько региональных аэродромов для гражданских самолётов. Они связывают столицу с отдалёнными островами Осима, Миякедзима, Ятакэ и другими.

## Средства массовой информации

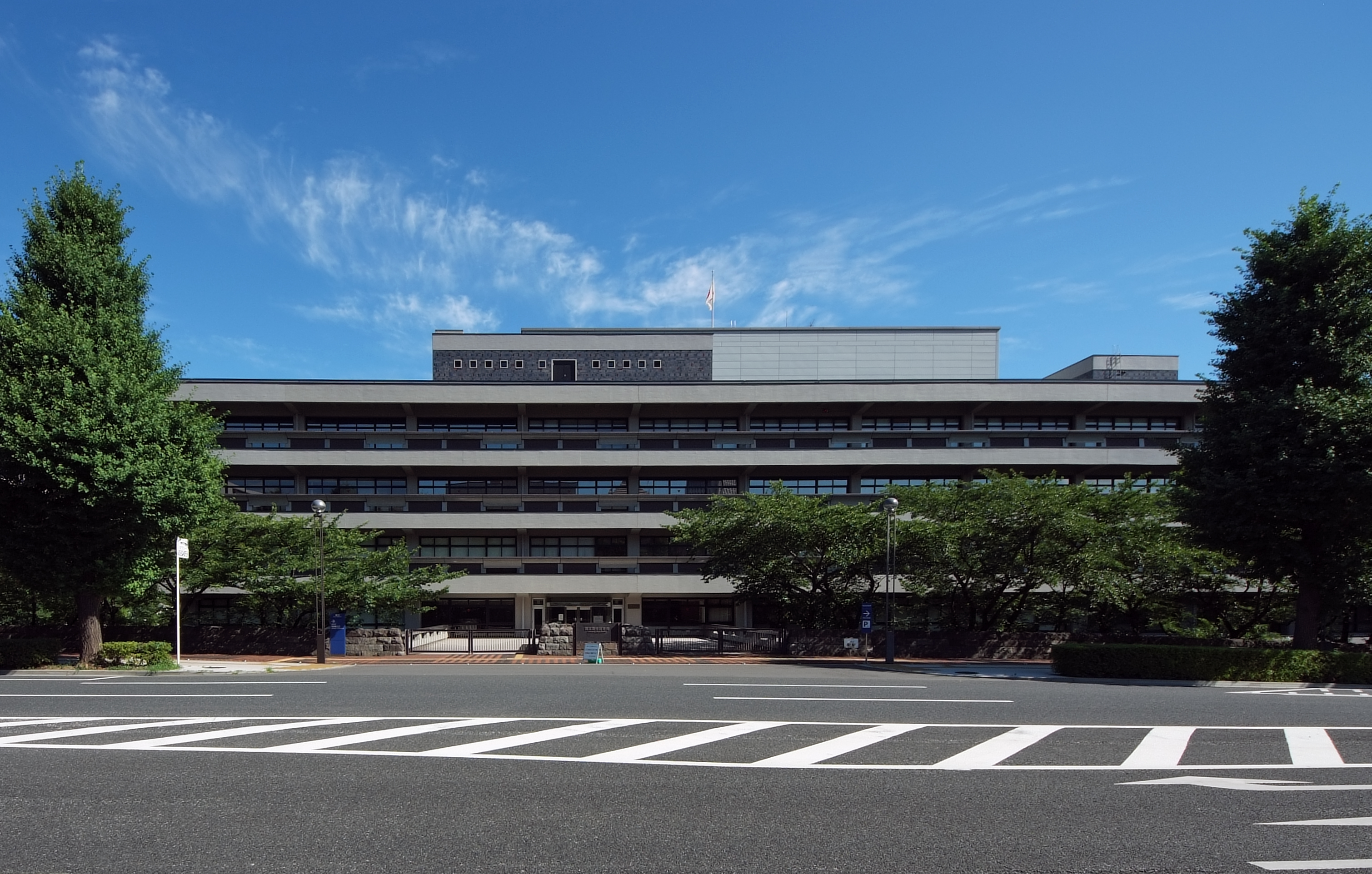
Национальная парламентская библиотека

Токио — ведущий японский и международный информационный центр. В столице размещены главные представительства 80 % всех японских газет и издательств: Ёмиури симбун, Майнити симбун, Нихон кэйдзай симбун, Иванами сётэн и т. д. Региональные печатные средства массовой информации имеют в Токио дочерние представительства. В столице сконцентрировано 90 % общеяпонских доходов от печатной продукции.
Токио является местом нахождения штаб-квартир пяти общенациональных телекомпаний: Японской телерадиовещательной корпорации (NHK), ТВ Асахи, Фудзи ТВ, Ниппон ТВ (NTV) и Токийской телерадиовещательной системы (TBS).
В столице развито библиотечно-архивное дело. Центральными учреждениями этой отрасли являются Национальная парламентская библиотека Японии, что сохраняет все японские печатные издания, опубликованные после 1945 года, и Национальный архив Японии, который включает старую библиотеку Кабинета министров. Крупные библиотечные фонды имеют библиотеки университетов, размещённые в Токио, Библиотека восточной литературы, а также специализированные библиотеки.

## Образование

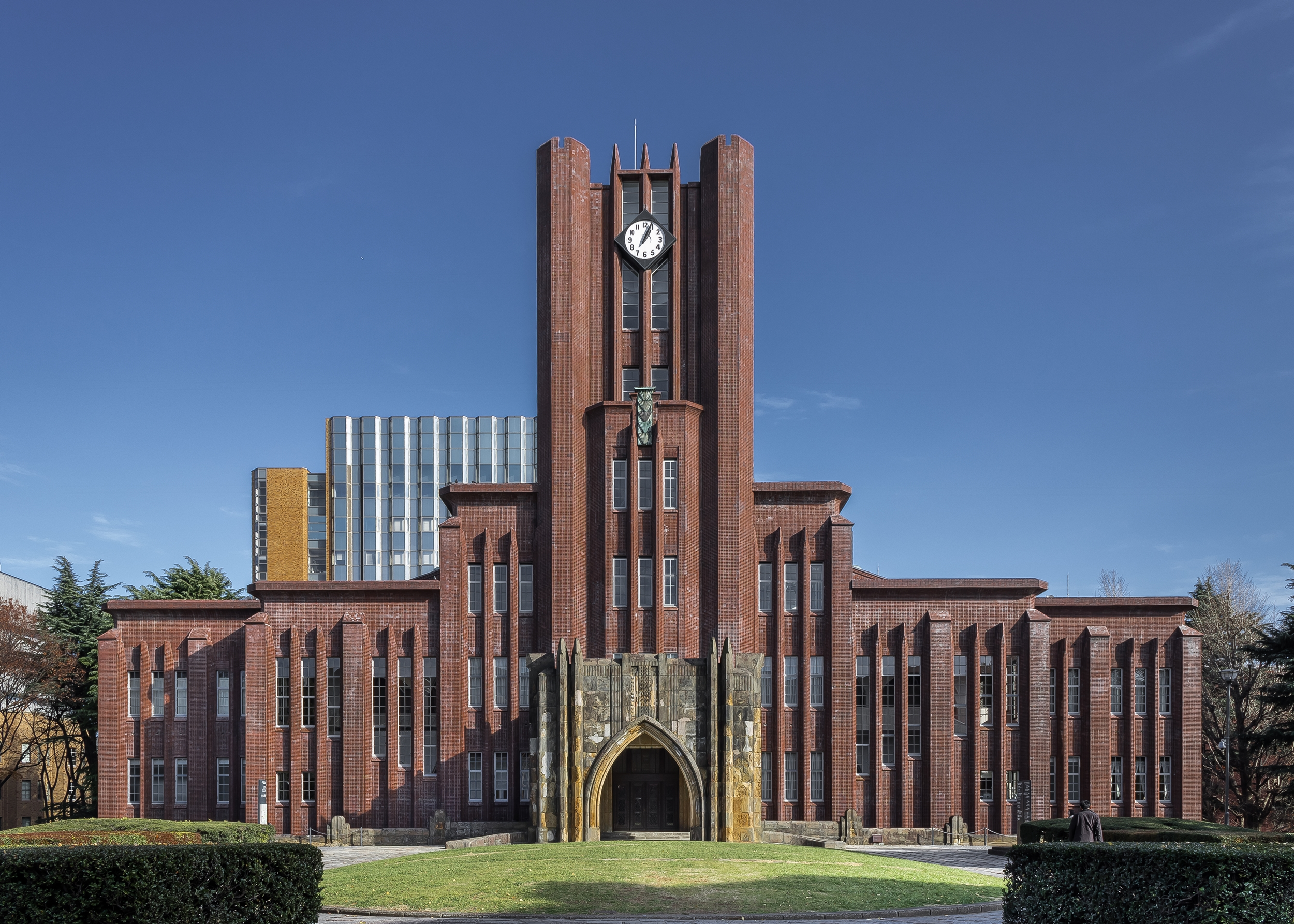
Токийский университет

В Токио расположено множество колледжей, профессиональных училищ и университетов, включая такие наиболее престижные как Токийский университет, Токийский (Объединённый) Столичный Университет, Университет Хитоцубаси, Токийский технологический институт, Университет Васэда и Университет Кэйо.

## Культура

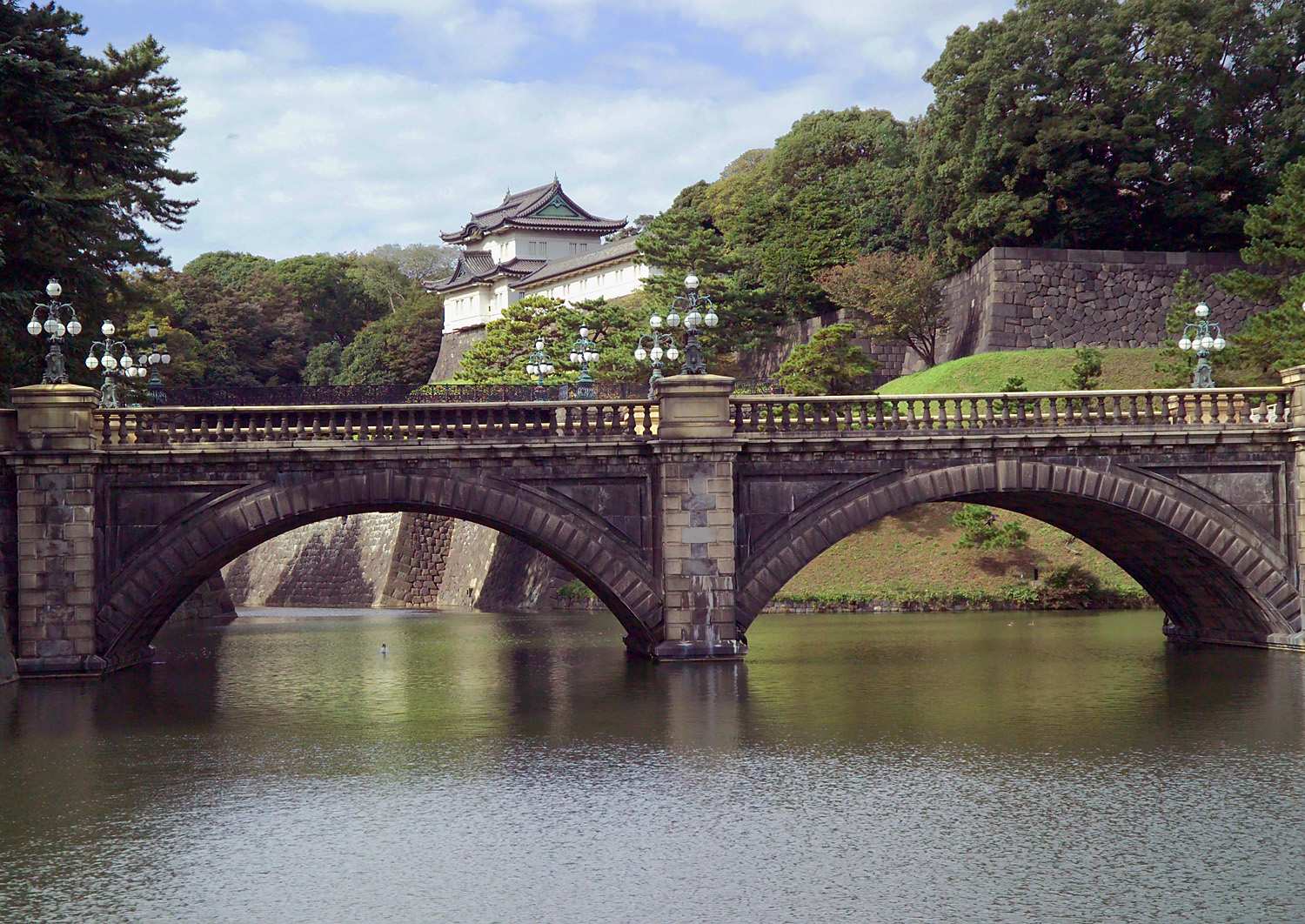
Окулярный мост замка Эдо

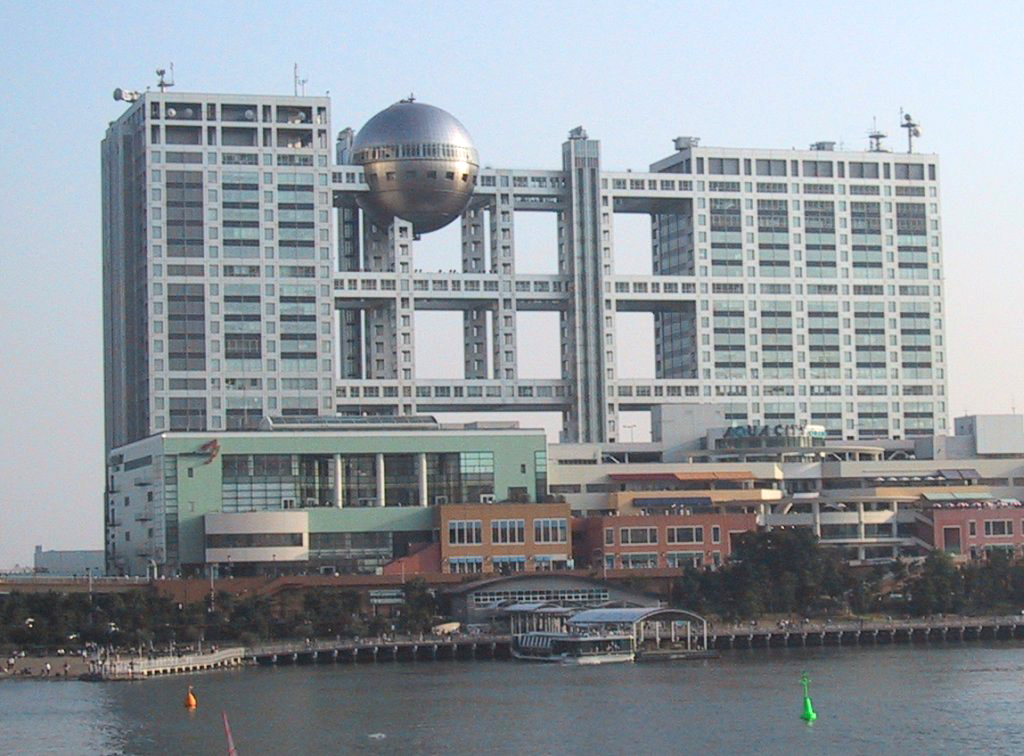
Здание штаб-квартиры Fuji TV на Одайбе (арх. Кэндзо Тангэ) известно своей необычной архитектурой

Со времени основания сёгуната Токугава в Эдо в XVII веке, Токио был политико-культурным центром страны, поэтому на его территории сохранилось много культурных достопримечательностей. Замок Эдо является главным украшением столицы, особым памятником истории и культуры. Первый, второй и третий замковые дворы отведены под Токийский Императорский дворец, а северный двор преобразован в парк. По периметру замка расположены старинные башни, каменные стены и глубокие рвы. Среди исторических памятников — усадьба рода Мацудайра, старый дворцовый парк Хама — бывшая усадьба сёгуна Токугавы Иэнобу, Сад Коисикава Коракуэн — бывшая усадьба рода Токугава из княжества Мито.

## Города-побратимы[38]
- Нью-Йорк, США (1960);
- Пекин, Китай (1979);
- Париж, Франция (1982, город-партнёр);
- Новый Южный Уэльс (штат), Австралия (1984);
- Сеул, Республика Корея (1988);
- Джакарта, Индонезия (1989);
- Сан-Паулу (штат), Бразилия (1990);
- Каир, Египет (1990);
- Москва, Россия (1991);
- Берлин, Германия (1994);
- Рим, Италия (1996, город-партнёр);
- Лондон, Великобритания (2006; заключено специальное партнёрское соглашение).